# 大陸軍 (フランス)

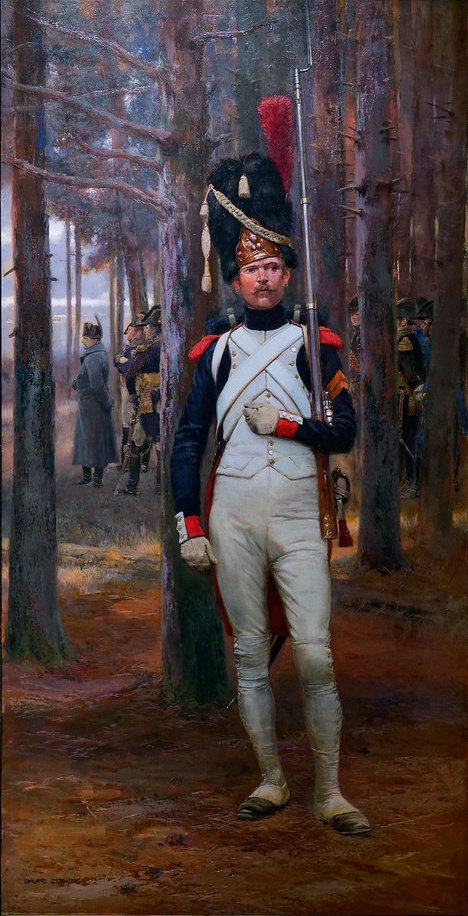
古参近衛隊

大陸軍（だいりくぐん、フランス語: Grande Armée、グランダルメまたはグランド・アルメ、英語: The Great Army）あるいは大陸連合は、1805年にナポレオン1世が命名したフランス軍を中核とする軍隊の名称である。最初に歴史的な記録に現れるのは、イギリス侵攻のためにイギリス海峡に面する海岸に軍隊を集結させた時であり、これを東方のオーストリアおよびロシアに対する作戦行動を始めるように配置転換された。この後、1806年から1807年、1812年、および1813年から1814年の各作戦においてもこの名称が使われており、19世紀初頭にナポレオンが作戦を実行するために自らの勢力圏の国々から召集した多国籍軍の総称である。フランス語のarméeという語には「陸軍」とともに「軍隊」という意味もあり、「大軍隊」と日本語訳することも可能である。
最初の大陸軍はナポレオン麾下の陸軍元帥（Maréchal）と上級の将軍の指揮下にある6個軍団で構成されたものから始まり、その規模はナポレオンの覇権がヨーロッパ中に広がるにつれ拡大していった。1812年の夏にロシア遠征を始めた時がその最大であり、兵力は700,000名を数えた。
ロシアでの壊滅後もナポレオンは兵力を再編し、1813年のライプツィヒでの諸国民の戦い、1814年のすさまじいフランス防衛戦および1815年のワーテルローの戦いで新しい軍隊を率いたが、ナポレオン軍は1812年6月の大陸軍の高みまで戻ることはなかった。

## 組織
大陸軍の成功の最も重要な要因のひとつは、その高度に優れた組織の柔軟性であった。全体をいくつかの軍団（通常5から7個）に分けられ、1個軍団は10,000名から50,000名、平均して20,000名から30,000名で構成された。これらの軍団（Corps d'Armée）はそれぞれに、下記のような各兵種と支援部隊を持つ連合型の小軍隊であった。単独でも作戦行動ができる一方で、軍団同士は1日の行程の内にあって互いに密接な協働行動を執れた。軍団はその戦力と課された任務の軽重によって、元帥、軍団陸将(Général en chef、上将)または師団陸将（Général de division、中将）によって指揮された。 
ナポレオンは彼の軍団の指揮官を大変信頼しており、彼の戦略目標の範囲内で行動し、協働してそれを達成するのであれば、通常は広い範囲で指揮官達に行動の自由を与えた。仮に指揮官達が失敗して彼を満足させることができなかった場合は、躊躇することなく叱責あるいは解任し、多くの場合彼自身がその軍団の指揮を執った。1800年にジャン・ヴィクトル・マリー・モロー将軍がライン方面軍を4個軍団に分けたのが軍団の始まりであった。これは一時的な分け方であり、1804年までにナポレオンが恒久的な組織とした。ナポレオンは個々の軍団に騎兵を設け、歩兵によって動きが鈍くならないよう素早い離合集散を図った。
軍団 - 師団 - 旅団 - 連隊 - 大隊 - 中隊
軍団は、1812年に騎兵予備集団が分割されて騎兵軍団ができたことから、従来の軍団は歩兵軍団と呼ばれるようになった。軍団（歩兵軍団）は通常「3個の歩兵師団＋1個の軽騎兵師団＋軍団砲兵」とされた。騎兵軍団は通常「1個の重騎兵師団＋1個の軽騎兵師団」とされた。軍団砲兵は、1個徒歩砲兵中隊＋1個騎馬砲兵中隊が標準だった。
歩兵師団（4000～6000名）は通常「3～6個の歩兵連隊＋師団砲兵」とされた。騎兵師団は通常「2～4個の騎兵連隊＋師団砲兵」とされた。歩兵師団砲兵は1個徒歩砲兵中隊、騎兵師団砲兵は1個騎馬砲兵中隊が標準だった。歩兵連隊は2～6個大隊とされた。騎兵連隊は1～4個大隊とされた。戦場での基本行動単位は大隊である。歩兵大隊は平均500名くらいで、騎兵大隊は平均150騎くらいだった。連隊は通常の大隊管理組織であり、旅団は戦場での大隊指揮組織であった。
旅団は、実質的には師団長配下の旅団長とその副官数名であり、旅団長は、予め割り当てられた連隊の各大隊の戦場指揮をまかされる役職だった。師団は0～3個の旅団を持った。例えば歩兵師団下連隊の全大隊は、戦場では左翼旅団と右翼旅団に編制されるなどした。旅団長が各大隊を動かす場合の連隊長は、自連隊の第1大隊を率いた。旅団を持たない師団では、連隊長が配下大隊を戦場指揮した。騎兵連隊の各大隊は、従軍時の消耗による人馬の数の変動が激しかったので、会戦時は騎兵旅団というカバー単位による再編成を必要とした。騎兵大隊は2個中隊だった。歩兵大隊は1807年まで9個中隊で、1808年から6個中隊になった。中隊は100名くらいと考えてよい。

## 皇帝近衛隊
フランスの皇帝近衛隊 (Garde Impériale) は当時の精鋭部隊であり、執政親衛隊 (Garde des Consuls, Garde Consulaire) から発展した。これはそれ自体が軍団（Corps d'Armée）であり、歩兵、騎兵および砲兵部隊を持っていた。ナポレオンは近衛隊が全軍の模範を示すことを望み、彼と共に多くの戦闘に参加したので、絶対の忠誠を強いた。歩兵が戦闘に参加することは希であったが、近衛騎兵隊はしばしば戦闘に参加し敵に大きな打撃を与えた。また砲兵は接近戦の前の砲撃で敵を脅かすことに用いられた。
| 近衛隊の規模の変遷 | 近衛隊の規模の変遷             |
| 年                 | 兵士数                         |
| ------------------ | ------------------------------ |
| 1800               | 3,000                          |
| 1804               | 8,000                          |
| 1805               | 12,000                         |
| 1810               | 56,000                         |
| 1812               | 112,000                        |
| 1813               | 85,000（ほとんどが新規近衛隊） |
| 1815               | 28,000                         |

古参・中堅・新規近衛隊
1804年のナポレオン皇帝即位から発足した近衛隊は、1809年の新規近衛隊の創設に伴ない、古参近衛隊と呼ばれるようになった。1810年には中堅近衛隊が新設された。それぞれの経験と能力の評価に従って、近衛歩兵は連隊別に、近衛騎兵は大隊別に分かれて、古参・中堅・新規近衛隊のいずれかに所属した。
- 古参近衛隊（Vieille Garde）- 近衛擲弾兵、近衛猟歩兵、近衛精鋭憲兵、近衛騎馬擲弾兵、近衛猟騎兵の古参大隊、皇后竜騎兵、近衛軽槍騎兵の古参大隊、近衛徒歩砲兵の古参、近衛騎馬砲兵
- 中堅近衛隊（Moyenne Garde）- 近衛小銃猟歩兵、近衛小銃擲弾兵
- 新規近衛隊（Jeune Garde（フランス語版））- 近衛狙撃歩兵、近衛選抜歩兵、近衛海兵、近衛猟騎兵の新参大隊、近衛軽槍騎兵の新参大隊、近衛徒歩砲兵の新参

### 近衛歩兵
近衛擲弾兵（Grenadiers-à-Pied de la Garde Impériale）
皇帝近衛擲弾歩兵連隊は大陸軍の中でも最も上級の連隊であった。1807年のポーランド方面作戦では、ナポレオン自身によって「不平屋」（les grognards）という渾名を付けられた。
構成員は近衛兵の中でも最も経験を積んだ勇敢な歩兵であり、古参兵の中には20回以上戦闘に参加した者もいた。この連隊に入ろうとする者は少なくとも10年間は連隊旗の下にあり、読み書きができ、勇猛さで表彰され、しかも身長が178 cm以上である必要があった。
皇帝近衛擲弾歩兵連隊は中堅近衛兵や新規近衛兵ほど戦闘に参加する機会がなかったが、一度参加したときは賞賛に値する戦果を上げた。1815年に皇帝近衛擲弾歩兵は4個連隊に拡張された。新しい連隊すなわち第2、第3、第4連隊は即座に皇帝近衛擲弾歩兵に格付けされた。この時点では第1連隊ほど力量が望めなかったのは事実である。実際にはこの軍隊は中堅近衛隊と呼ばれた。
ワーテルローでイギリス近衛兵に敗れたのはこれらの連隊であった。第1連隊はプランスノアでプロイセン軍と戦った。皇帝近衛擲弾歩兵連隊の兵士は赤の折り返しのある濃青のハビットロング（尾の長い上着）を着て、赤の肩章と白の襟章を着けていた。最も目に付く特徴は高い熊毛帽であり、彫刻された金の板と赤の羽毛、白の紐で飾られていた。
近衛猟歩兵（Chasseurs-à-Pied de la Garde Impériale）
皇帝近衛猟歩兵連隊は大陸軍の中で2番目に上級の連隊であった。猟歩兵連隊は皇帝近衛擲弾歩兵連隊の姉妹隊であった。この隊に入るには同じような基準があったが、身長のみ172 cm以上であった。
猟歩兵連隊は皇帝近衛擲弾歩兵連隊と同様に幾つかの激しい戦闘に参加し戦果を上げた。1815年のナポレオンの帰還では、猟兵連隊も4個連隊に拡張されたが、第2、第3、第4連隊は経験年数4年の兵士から構成された。これらの連隊は歩兵連隊の中堅近衛兵連隊と共に、ワーテルロー会戦の最終段階で近衛隊突撃に加わった。皇帝近衛擲弾歩兵第1連隊と同様に猟歩兵第1連隊もプランスノアの戦いに参加した。
猟歩兵連隊の兵士も赤の折り返しのある濃青ハビットロングを着用し、緑が縁の赤の肩章と白の襟章を着けていた。戦闘時には濃青のズボンを履いた。これも近衛歩兵と同様に、猟歩兵連隊の顕著な特徴は高い熊毛帽であり、緑に重ねた赤の羽毛と白の紐で飾られていた。
近衛小銃猟歩兵（Fusiliers-Chasseurs de la Garde Impériale）
フュジリエ（火打石銃兵）猟兵は1806年に中堅近衛歩兵の連隊として創設された。中堅近衛隊のすべての兵士は2ないし3回方面作戦に参加した古参兵であり、戦列連隊の下士官に任命された。全近衛隊の中でも問題なく優秀な歩兵であるフュジリエ猟兵連隊猟兵は、多くの場合に姉妹連隊であるフュジリエ擲弾兵連隊（下記）と共に近衛フュジリエ旅団の一部として戦闘に参加した。
フュジリエ猟兵連隊は広範な作戦行動に参加し、繰り返しその存在価値を示し続けたが、ナポレオンの退位に続く1814年に解散し、1815年のワーテルロー方面作戦に向けて再編制されることはなかった。
制服は赤の折り返しのある濃青のハビット（上着）を着用し、赤い縁で緑の肩章と白の襟章を着けていた。上着の下は白のチョッキと青か茶色のズボンだった。帽子は円筒帽で、白の紐が着き、緑に重ねた赤の羽毛が着いていた。武器はシャルルヴィル1777年型マスケット銃と銃剣および短いサーベルだった。
近衛小銃擲弾兵（Fusiliers-Grenadiers de la Garde Impériale）
フュジリエ擲弾兵連隊は1807年に結成された中堅近衛歩兵連隊である。フュジリエ猟歩兵連隊と同様な基準で組織化されたが、規模がやや大きかった。
フュジリエ擲弾兵連隊は、多くの場合に姉妹連隊であるフュジリエ猟兵連隊と共に近衛フュジリエ兵旅団の一部として戦闘に参加した。フュジリエ猟兵連隊とほぼ同様な活動履歴を残し、1814年に解散し、1815年にはやはり再編制されなかった。
服装は、赤の折り返し着きハビット、赤の肩章と白の襟章、白のチョッキ、白のズボンだった。帽子は円筒帽で白の紐と長い赤の羽毛が着いていた。武器はシャルルヴィル1777年型マスケット銃と銃剣および短いサーベルだった。
近衛海兵（Marins de la Garde de la Garde Impériale）
近衛海兵隊は1803年に結成された。元々の目的はイギリス本国への侵攻に先立ち、イギリス海峡を越える時に皇帝を乗せて行く船の操船を行うことだった。大隊は実質上5個中隊だった。イギリス侵攻が中止された後は、近衛隊の一部として残され、戦闘員として活動すると同時に、ナポレオンが使うボートやバージあるいはその他の船の操船にあたった。
制服は金のレース飾りのついたネイビーブルーのユサール風ドルマンジャケットと、やはり金のレース飾りのついたネイビーブルーのハンガリー風ズボンだった。帽子は Gold Guard と刺しゅうされた円筒帽だった。武器は歩兵と同様で、シャルルヴィル1777年型マスケット銃と銃剣であり、多くの水夫は作業中に邪魔にならないような拳銃も持っていた。
近衛狙撃歩兵（Tirailleurs de la Garde Impériale）
1808年にナポレオンの注文で作られた連隊であり、最も知性があり強靱な新兵を新規近衛隊の第1連隊に編入したものであった。新兵の中でも背の高い者が編入された。下士官はすべて中堅近衛隊から編成替えされた。この連隊を徐々に鍛えられた古参兵に変えていくことで、士気と戦闘能力を上げていった。
制服は濃青の折り返しのある濃青のハビット、赤の肩章、白の管状襟章だった。帽子は赤の紐と赤の長い羽毛が着いた円筒帽だった。
近衛選抜歩兵（Voltigeurs de la Garde Impériale）
新規近衛隊の中で背の低い新兵がこの連隊に編入された。構成は狙撃擲弾兵連隊と同様だが、士官は古参近衛隊から、下士官は中堅近衛兵から編制替えされた。
制服は赤の折り返しのある濃青のハビット、白の管がある濃青の襟章だった。さらに赤の縁のある緑の肩章が着いていた。帽子は円筒帽で緑あるいは緑に重ねた赤の大きな羽毛で飾られていた。

### 近衛騎兵

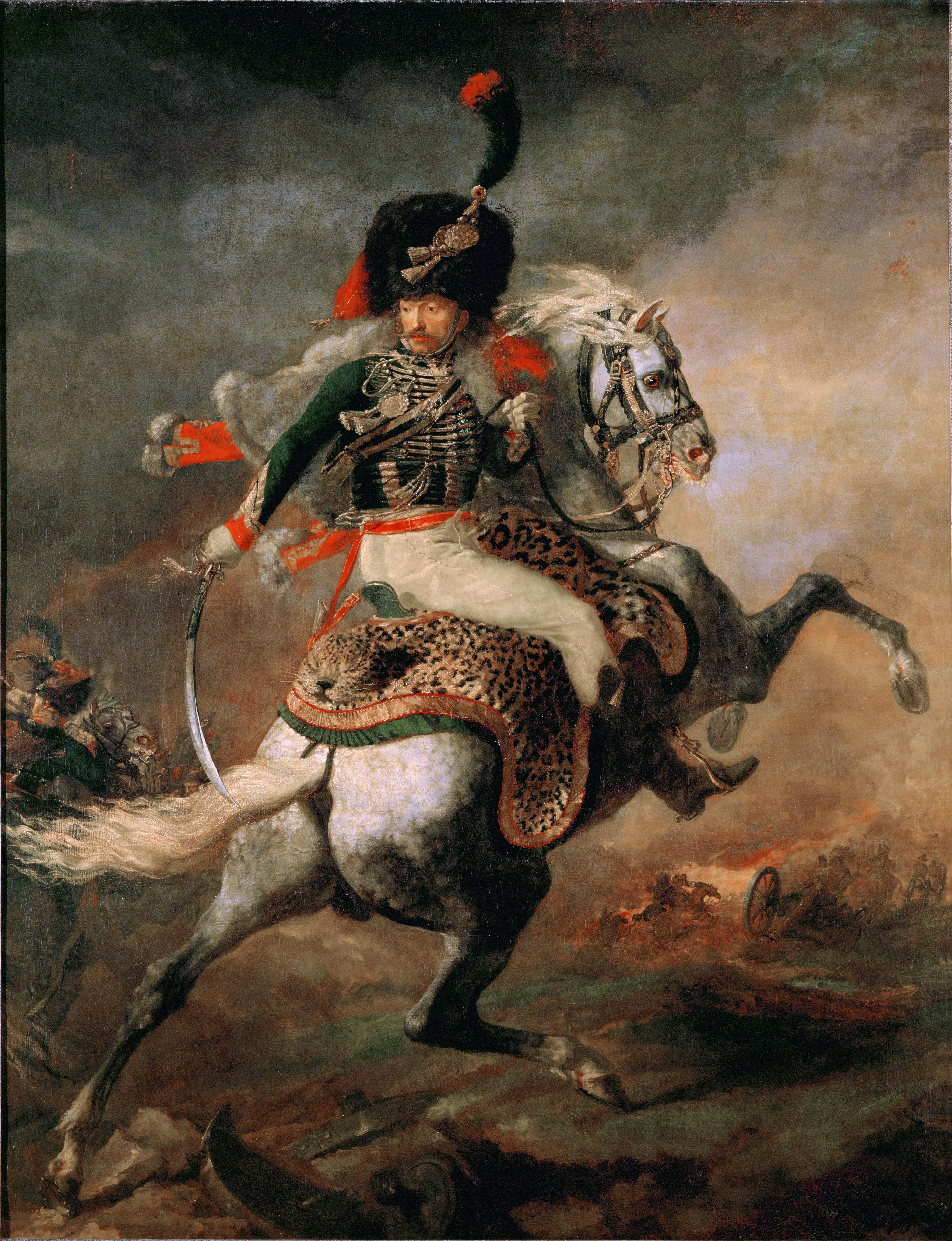
近衛猟騎兵

近衛騎兵は1804年に創設され、猟騎兵連隊（Chasseurs-à-Cheval）と騎馬擲弾兵連隊（Grenadiers-à-Cheval）の2つの連隊と精鋭集団であるジャンダルム（Gendarmes）大隊およびマムルーク（Mamelukes）大隊があった。1806年に3番目の連隊として皇帝近衛竜騎兵連隊（Régiment de Dragons de la Garde Impériale、後の皇妃近衛竜騎兵連隊）が追加された。1807年のポーランド方面作戦に続いて、ポーランド槍騎兵連隊（Régiment de Chevau-Légers de la Garde Impériale Polonais、皇帝近衛ポーランド軽騎兵連隊）が追加された。1810年にはもう一つの槍騎兵連隊がフランスとオランダの新兵を編入して創設された。これを第2皇帝近衛軽騎馬槍騎兵連隊（2e Régiment de Chevau-Légers Lanciers de la Garde Impériale）あるいは赤い槍騎兵連隊と呼んだ。1812年には第三の軽槍騎兵連隊が創設され、また、偵察兵連隊は1813年の末に創設された。
近衛騎兵は数多く実戦に参加しており、少数の例外を除いてその戦闘力を示してみせた。近衛騎兵の歴史の中で最も有名な逸話はワーテルロー会戦でのポーランド槍騎兵の攻撃である。この時は胸甲騎兵と隊列を組み、イギリス軍のロイヤル・スコッツ・グレイズ（第2竜騎兵連隊）とイギリス連合旅団を敗走させた。
近衛騎馬擲弾兵（Grenadiers-à-Cheval de la Garde Impériale）
「神」（Gods）とも「巨人」（Giants）とも呼ばれたこの連隊はナポレオンの近衛騎兵連隊の中でも精鋭集団であり、「不平屋」（上述）と並ぶ双璧となった。
すべて大きな黒馬に乗った。見込みのある新兵は背の高さ176 cm以上、10年以上の軍歴があり、最低4回の方面作戦に参加し、勇猛さで表彰されている必要があった。
この連隊はアウステルリッツの戦いでロシア軍近衛騎兵を打ち破る功績を挙げたが、最も有名な戦闘はアイラウの戦いの時のものだった。この時は、ロシアの60門の大砲の砲撃に暫く曝されて兵達は退避場所を探し始めた。指揮官のルイ・レピック大佐が叫んだ「諸君、頭を上げよ。あれは単なる砲弾であって、糞ではない」間もなく彼らはミュラの攻撃に加わりロシア軍の戦列になだれ込んだ。皇帝近衛騎馬擲弾兵連隊はポーランド槍騎兵連隊とともに、一度も負けたことがない近衛騎兵連隊であった。
制服は高い熊毛帽、濃青の上着と襟、白の襟章と特に長い長靴であった。
重騎兵用のサーベルと騎銃、拳銃で武装しており、皇帝近衛軍の全部隊と同様に、彼らも戦闘時には予備隊として控え、勝利を確実にするここぞという時にだけ戦場に出ており、擲弾騎兵の最も有名な２つの攻撃がアウステルリッツの戦いでロシア胸甲騎兵連隊を敗走に追い込んだ事とアイラウの戦いで再び、ロシア軍と交戦した事である。
近衛猟騎兵（Chasseurs-à-cheval de la Garde Impériale）
「寵愛された子供達」（暗に「甘やかされた餓鬼」と言っている）ともといわれた猟騎兵連隊は、軽近衛騎兵であり、大陸軍の中でもナポレオンのお気に入りで、最も認められた部隊のひとつと言える。
フランス革命の1796年、ナポレオンはイタリア遠征に赴いていたがボルゲットで昼食中にオーストリアの軽騎兵に襲われからくも逃げ出した経験があり、その後ボディガードのための騎兵の創設を命じた。この時の200名の護衛が猟騎兵連隊の前身となった。部隊と皇帝との密接な関係はナポレオンがしばしば連隊の大佐の制服を着ていたという事実からも肯定された。
部隊はアウステルリッツの戦いで初陣を飾り、ロシア軍近衛騎兵を破る際に貢献した。半島方面作戦では、1808年のベナヴェンテでイギリス騎兵の大部隊に待ち伏せを受け敗走した。しかしワーテルローでの特に勇敢な戦い振りで再び評価を上げた。
騎兵はきらびやかな緑と赤と金の騎馬服に身を包み、皇帝のお気に入りという地位を利用していることも知られていたが、時には訓練が足りない様子や不服従の色さえ見せていた。
近衛マムルーク（Escadron de Mamalukes）
砂漠の戦士であり、その忠誠心をボナパルトはエジプト遠征で獲得した。狂信的勇気を伴う優れた騎馬術と剣使いを併せ持った部隊。元々は皇帝近衛猟騎兵連隊所属の中隊（あるいは半大隊）であった。
ロマンチックに「正真正銘の砂漠の息子」であるとか、「首狩り族」などと見られているが、士官はフランス人であり、下士官はエジプト人やトルコ人ばかりでなく、ギリシア人、グルジア人、シリア人、キプロス人なども含まれていた。
1805年のアウステルリッツの戦いで頭角を現し、独自の軍旗と第2のトランペット奏者を獲得し、大隊に昇格した。この部隊は時には古参近衛隊の一部となり、ワーテルローでは皇帝の直参として活躍した。1813年には第2マムルーク中隊が結成され新規近衛隊に所属した。先輩格のマムルーク大隊と同様に、猟騎兵連隊と連携し1815年の百日を戦った。
制服は緑（後に赤）の帽子、白のターバン、緩いシャツとチョッキ、赤のズボン、黄または赤または黄褐色の長靴と色使いが華やかであった。武器は長く反った三日月刀に拳銃と短刀の組み合わせだった。その帽子と武器には真鍮製の三日月と星の記章が留められていた。
近衛精鋭憲兵（Gendarmerie d’Elite）
滅多に戦闘場面に遭遇しないという事実によって「不死身」と渾名されたが、それでも重要な役目を果たした。ジャンダルムは大陸軍の憲兵であった。作戦本部の近くにあってその安全と秩序を図るとともに、捕虜を尋問し、賓客を護衛する栄誉に浴し、また皇帝の個人的な持ち物を警護した。
1807年の後は、実際の戦闘に参加する機会が増え、1809年のアスペルン=エスリンクでのドナウ橋の防衛で有名である。
制服は濃青の上着と赤の襟章、長い長靴と、騎馬擲弾兵のものより幾分小さい熊毛帽であった。
皇妃竜騎兵（Dragons de l’Impératice）
1807年に皇帝近衛竜騎兵連隊（Regiment de Dragons de la Garde Impériale）として創設され、翌年皇妃ジョセフィーヌに敬意を表して改称された。
この連隊に入るには、少なくとも6年（後に10年）の軍歴があり、最低2回の方面作戦に参加し、勇猛さで表彰されており背の高さ173 cm以上（騎馬擲弾兵連隊よりやや低い）である必要があった。30個あった正規竜騎兵連隊からは1回の編入が1個連隊当たり12人までとされ、後に10人までに減らされた。他の近衛連隊からの志願者も編入を認められた。
この連隊は戦闘用というよりも儀礼用であり、戦闘に参加する機会は滅多になかったので、入隊を求める競争が激しかった。赤い槍騎兵と同様、古参近衛隊と新規近衛隊の大隊があり、最後まで皇帝とともにあった。
近衛軽槍騎兵（Chevau-Légers-Lanciers de la Garde Impériale）
第1連隊（ポーランド）
1807年にナポレオンがポーランド軽騎兵の近衛連隊を創設することを承認した。フランス人の教官により訓練が施された。しかし、初めての閲兵の時に、ボナパルトの皮肉「彼らは戦い方を知っているだけだ」によって位置付けが不明確になり、教官は即座に解雇された。それにもかかわらずボナパルトはポーランド軽騎兵を側近に置き、翌年のソモシエラの戦いでは、パレードの代わりに戦いの場でその存在価値を示す機会を与えられた。ナポレオンは彼らに防御の厚いスペイン砲兵陣地への攻撃を命じた。武器といえばサーベルと拳銃に過ぎなかったが、彼らは4個砲兵中隊を打ち破り20門以上の大砲をろ獲し、戦いの流れを決定的に変えた。このほとんど伝説的な偉業の後で、ナポレオンは「ポーランド人よ、君達は私の古参近衛隊と同じ価値がある。君達を私の最も勇敢な騎兵隊と宣言しよう」と言った。古参近衛隊に昇格され、槍を与えられたこの連隊はワーテルローまで皇帝の側近にあり、皇帝近衛騎馬擲弾兵連隊と同じく、敵に負けることはなかった。この第1連隊が発展して正規軍の中に第1ヴィスツラ・ウーラン（1e Vistula Uhlans）というポーランド人の騎兵隊ができた。このことは単により良い部隊であるということだけではなく、深い政治的な信条の違いに基づくものであった。
ウーラン槍騎兵の熱狂的なナポレオン支持とともに、その多くは（大部分ではないかもしれないが）強硬な共和制信奉者であった。このような部隊間の政治的あるいはその他の相違点は珍しくなく、ここによく表されている。フランス人に教えられる立場から、同僚のヴィスツラとともに教える立場に転換し、フランスや大陸軍の他の槍騎兵に対する模範となり、彼らの恐ろしいばかりの有効性を倍加させることになった。
第2連隊（フランス＝オランダ）
1810年にフランス人とオランダ人が中核となり創設された。部隊はその目に付く制服から赤い槍騎兵（Les Lanciers Rouges）と呼ばれた。
この部隊もロシアではコサックの攻撃と冬の厳しさのために甚大な被害を受け、ほとんどの兵と馬が失われた。連隊は1813年に再編制され、その最初の4個大隊は古参近衛隊で構成されたために強力になり、さらに新規近衛隊から6個大隊が作られた。その後多くの戦いに参加して目立った働きをし、最後のワーテルローにも参加した。
第3連隊（ポーランド）
1812年に新規近衛隊の一部として編制された。士官や下士官は古参兵であり、兵卒はポーランドやリトアニアの学生や地主の息子で、熱烈ではあるがまだ経験が足りない者たちで構成された。
訓練が足りないままにロシア戦役に投入され、1812年の遅く、コサックとユサールによって包囲されスロニムで崩壊した。
近衛儀仗騎兵（Gardes d'honneur de la Garde impériale）
1813年に新設された彼らは、ナポレオンが新しく考案したサポート専門の騎兵であり、近衛騎兵の各連隊に随伴して、様々な支援任務をこなすことを求められた。これを儀仗兵（Gardes d'honneur）に例えた。新しく徴集した富裕層子弟中心の青年騎兵から選ばれた者たちで4個連隊が編制された。これを発展させて高度なスカウト任務も与えられた者たちが、近衛偵察騎兵になった。
近衛偵察騎兵（Eclaireurs de la Garde Impériale）
モスクワからの惨憺たる退却中、ナポレオンは数多くのコサック連隊の手腕に非常に印象づけられていた。そこで彼は、1813年12月における皇帝近衛隊の再編制期間中に、彼らを参考として新しい騎兵旅団を創設した。そして各1,000名から成る3個連隊が創設されて既存の連隊に付けられた。第1連隊はクロード・テスト・フェリColonel-Major（皇帝近衛隊限定の名誉大佐称号）が指揮した。（1814年3月14日にクラオンヌの戦場で彼は負傷し、ナポレオン自身から男爵の称号を授かった）

### 近衛砲兵
近衛徒歩砲兵（Artillerie a Pied de la Garde impériale）
この皇帝直属の砲兵連隊の入隊資格は、背が高く勇敢さの表彰歴を持ち教養を備えた3回以上の従軍経験者であり、各砲兵連隊より2名が採用された。1806年には35歳以下で10年以上の勤務者という条件が加わり各連隊から15名が採用されるようになった。フランス徒歩砲兵の最精鋭であるこの連隊は当初3個大隊で構成されており、第1、第2大隊は古参近衛隊に所属し、第3大隊は新規近衛隊に所属していた。各大隊は3個中隊を擁しており、近衛徒歩砲兵中隊の兵員数は約120名で、重砲4門または軽砲8門を保有していた。1809年に第3大隊はスペインに遠征して連隊から分離し、やがてこの第3大隊を中核にした近衛徒歩砲兵第2連隊が新編制されて、新規近衛隊の支援砲兵になり、1813年には16個中隊まで増やされた。第1、第2大隊の計6個中隊は、近衛徒歩砲兵第1連隊を形成して、古参近衛隊の支援砲兵になる他、皇帝直率の予備砲兵になった。
近衛騎馬砲兵（Artillerie a Cheval de la Garde impériale）
近衛騎馬砲兵の採用には、最高に厳しい基準が定められて帝国全土から最優秀の人材が探し出されていた。比類なき砲兵である彼らは戦場を神出鬼没に駆け巡り、全速力で駆けつけて来て馬車から大砲を降ろして最初の砲弾を放つのに1分と掛からなかったという。近衛騎馬砲兵連隊は、徒歩と騎馬双方を含めたフランス全砲兵中の最上級部隊であった。用いられる軍馬も巨大で怪力の超一流であり、もしこの連隊の馬が不足した場合は皇帝の命令で、全騎兵中の最上級部隊である近衛騎馬擲弾兵連隊から軍馬を融通して貰えるよう定められていたので、近衛騎馬砲兵は、全軍隊の頂点に立つ戦力と見なされていた事が分かる。3個大隊構成で、各大隊は2個中隊を擁しており、各中隊の兵員数は約100名で大砲6門を保有していた。

## 騎兵
皇帝自身の布告により、騎兵は大陸軍の5分の1から6分の1の間の構成であった。1個騎兵連隊は800名から1,200名であり、3ないし4個大隊、各大隊は2個中隊とされ、これに支援部隊が付いた。各連隊の第1大隊の第1中隊は常に「精鋭」と称され、最高の兵士と馬があてられた。
フランス革命の流れの中で、封建制度（アンシャン・レジーム）の王室に忠誠で経験を積んだ貴族出身の士官や下士官の多くが失われていた。この結果フランス軍の騎兵はその質をひどく落としていた。ナポレオンはこの部門を再建し、世界でも最高のものに変えた。1812年まで、連隊間の大きな戦闘では負けることがなかった。
役割に応じて重騎兵と軽騎兵に分けられた。

### 重騎兵
胸甲騎兵（Cuirassiers）
胸甲騎兵は中世の騎士の如く重い真鍮や鉄製の兜に胴体を包む胸当てと背当ての組み合わせの胴鎧（胸甲）を着け、斬撃も出来るが、刺突により向いており、統制のとれた突撃では切っ先を使って刺突する事が多かった長くて重い直刀型サーベル（サーベルは騎兵の主要武器であり、その形状は兵科により様々であり、重騎兵は長くて重い直刀型サーベルを好み、軽騎兵は軽量の曲刀型サーベルを好んだ）と１対の拳銃、カービン銃で武装していたが、ほとんどの胸甲騎兵はすぐに騎銃を持たなくなった。フランス胸甲騎兵はナポレオン時代の最強の重騎兵であり、彼らは戦場ではほぼ無敵であり、アイラウやボロジノの戦いでその真価を見せつけた。戦場ではほぼ激突攻撃だけに用いられ、突撃任務において特別な能力を持っていたが、自前のピストルを使用した散兵戦もある程度は行えた。1812年の装備改定にて胸甲騎兵もカービン銃を装備するようになった。兜と胸甲は銃弾とサーベルと騎兵槍に対する十分な防御効果を持っていた。また、彼らは敵の前進に対する効果的な反撃部隊としても使う事ができ、もし彼らが縦隊や横隊の歩兵を発見し、側面や背後を襲撃する事が出来れば、重騎兵が隊列に突進して、歩兵を斬る、馬の蹄で踏みつけるといった攻撃で、敵を壊滅させられた。当初25個連隊あり後に18個連隊となった。
騎士と同様にこの部隊は騎兵の突撃部隊だった。彼らの着けている甲冑や武器の重量のために、騎手も馬も大きくて強い必要があり、その結果戦闘時には大きな効果を生み出した。胸甲騎兵は精鋭としての自覚を持ち、多数の竜騎兵を含む騎兵の予備部隊の中核をなし、予備の騎兵は勝敗を決する決定的な時期にのみ、熟慮の末に投入され、大集団で運用された。重騎兵は戦場でその能力を証明し、敵に強い印象を残した。特にイギリス軍は胸甲騎兵がナポレオンの近衛騎兵だと誤って信じ込み、その特徴ある胸甲や兜を自軍（Horse Guards）にも採用しようとした。
ナポレオンの胸甲騎兵の運用思想は、敵を総崩れにさせられる地点を戦場で見つけ、騎兵突撃の圧倒的な威力を投入するというものだった。理論上は騎兵突撃開始前に砲兵が準備砲撃を実施しておき、砲撃で弱体化した敵に速度を徐々に上げた騎兵が突入する事になっていた。速歩から始まる胸甲騎兵の突撃は、やがて駆歩へと速度を速め、そして敵陣から１５０ｍの位置に迫った時に襲歩へと移行し始め、最後の５０ｍは全速力で疾走する事になる。だが、現実にはフランス軍の司令官は胸甲騎兵に密集隊形をとらせるのを好んだために、理論通りの急激な速度変更は難しかった。司令官たちは胸甲騎兵に大群で緊密な隊形を組み、将兵のブーツ同士が触れるほどになるように命じたが、密集陣形を維持するのは難しく、実際には速度を上げるのは不可能であり、当然のことながら、個々の騎兵が自主性を発揮する機会は奪われた。しかし、このような運用により、胸甲騎兵部隊の前進を阻止するのはほぼ不可能になり、敵騎兵の隊列を崩し、緊密な陣形を組めない歩兵を蹄とサーベルで粉砕できるようになった。だが、それでも胸甲騎兵は、銃剣を装着した歩兵の緊密な方陣、例えば、ワーテルローの戦いに見られたようなものを突破できる戦術を持たず、また、密集隊形での突撃は照準を的確に行う敵砲兵に対して脆弱性をさらす事にもなった。しかし、カトル・ブラの戦いやその後のワーテルローの戦いで、フランス胸甲騎兵の突撃を持ちこたえた強靭なイギリス方陣のイメージは全ての歩兵大隊は方陣を組むべきで、方陣は騎兵攻撃に耐えられるという誤った印象を与えるが、これは間違った考え方であり、ナポレオン戦争時のイギリス歩兵は、当時の最強歩兵であり、彼らの士気と訓練は他に類を見ないもので、実際にナポレオン戦争ではフランス騎兵も同盟国側の騎兵も歩兵の方陣を崩しており、単にある隊形を組むだけでは騎兵突撃を撃退する事は出来ず、頑健な精神に並外れた訓練、冷静な勇気がなければ、押し寄せてくる重騎兵の攻撃を前にして、歩兵方陣を断固として持ちこたえる事は出来ない。その全てがあっても部隊が圧倒される事もあり、イギリス歩兵がカトル・ブラとワーテルローで成し遂げた事はとてつもない偉業である。
この時代の多くはそれぞれ侮りがたい騎兵部隊を保持しており、フランス革命戦争では列強の騎兵はほぼ互角だったが、ナポレオンが１８０５年の征服戦役で大陸軍を立ち上げると、フランス騎兵は世界最強の存在となり、なかでも胸甲騎兵はナポレオン戦争において支配的な部隊であり、イギリスのスコッツ・グレイズ（第二竜騎兵連隊）やロシアの近衛騎兵など同様の力量がある精鋭部隊は他国にもあったが、全体として見ると１８００年から１８１２年までのフランス重騎兵は無類の存在だった。しかし、ロシア戦役においてフランス騎兵部隊が崩壊し、その後の１８１３年と１８１４年の戦役ではフランス騎兵は以前の様に交戦相手を支配する事が出来なかった。オーストリア軍とロシア軍とプロイセン軍にも胸甲騎兵の連隊はあったが、彼らはフランス胸甲騎兵の技量と豪胆さにはとても太刀打ち出来ず、いつも負かされており、実のところ、同盟軍の多くの騎兵は、重さと鞍の上での動きの問題があるという理由で、胸甲を廃止すらしており、１８０９年までにオーストリア軍は胴体の前だけ覆いがあり、脇と背中はそのままの半胸甲を胸甲騎兵に支給し始めており、この半胸甲は胸甲騎兵を軽量化し、戦役における馬の負担を減らしたが、フランス重騎兵との混戦では攻撃されやすくもなった。ナポレオンは胸甲騎兵について以下の言葉を残している。
「胸甲騎兵は他の全ての騎兵よりはるかに役に立つ。この兵科は……十分に教育する必要がある。胸甲騎兵こそ、馬に乗る兵の知識が最高度に達していなければならないのだ」
重騎兵でも軽騎兵でも力点が置かれるのは激突戦術で、火器はサーベルや槍に次ぐ補助的な武器であり、ほとんどの騎兵は拳銃を携帯しており、中には騎銃を持つ者もおり、重騎兵は敵の方陣を攻撃する時によく拳銃を使い、それは決着を着ける武器ではなく、敵に苛立ちを起こす武器であった。攻撃する騎兵は常に動いているために、一度、拳銃を発射したら襲歩で駆けている騎兵が再装填する事はほぼ不可能であり、拳銃は騎兵同士の混戦でも使う事が出来たが、接戦においては常に、誤射の可能性が高く精度の低い単発の拳銃よりサーベルが好ましかった。また、ナポレオン戦争が進むにつれ、騎銃は騎兵の武器の中で重要度を増していった。
竜騎兵（Dragons）
重騎兵とも思われていたが、竜騎兵と槍騎兵（オーストリア軍とプロイセン軍のウーラン）は重騎兵と軽騎兵の混合であり、竜騎兵は胸甲騎兵の様な防具を身に着けていなかったために、銃弾を掻い潜りながら、突撃する任務には適していなかったが、代わりに軽装備で機動性に優れており、敵をけん制して隊列を崩す、偵察をこなすなど胸甲騎兵とは別の分野で活躍した。フランスの騎兵で最も数が多かったのが竜騎兵であり、ナポレオン戦争の初期には、竜騎兵が胸甲騎兵と共に戦果をあげる事が多く、重騎兵の一種の補助兵力として機能していた。
彼らは高度に融通が利く存在であり、伝統的な直刀型サーベル（トレド鋼製のよく切れる3つ刃のもの）だけでなく、拳銃やマスケット銃（乗馬時には鞍に着けていた）で武装し、騎乗だけでなく歩兵のように徒歩でも戦えるようになっていた。その融通性は歩兵としての能力によるものであり、剣の腕の方は他の騎兵のレベルに届いていないことがあったので、冷笑や愚弄のタネにされた。このパートタイム騎兵に適した馬を見つけることも大変であった。騎兵馬欠乏の際にはしばしば歩兵士官の乗用馬が提供させられたので、ステータスである騎乗を断念させられた歩兵将校の中には、竜騎兵に対して反感を持つ者もいたようである。
当初25個連隊、後に30個連隊あったが、1815年の「百日」の時はわずか15個連隊しかできなかった。
カービン銃騎兵（Carabiniers-à-Cheval）
その前身は、フランス国王軍の精鋭騎兵隊である。カービン銃騎兵は、胸甲の防御に頼らない素早い剣さばき技術と、馬上射撃技術の伝統部隊であった。もっとも当時のヨーロッパ諸国の重騎兵の多くは重量胸甲を身に着けていなかったので、こちらの方が標準である。ナポレオン軍独特の胸甲騎兵が無謀な突撃を多用していたのに対して、カービン銃騎兵は馬上射撃と分別ある切り込み白兵戦を専門にしていた。
1812年にナポレオンは彼らにも鉄の胸甲を着けるように命令した。胸甲を着用しないことを誇りにしていた彼らは大いに口惜しがったが、ローマ帝国風の金色胸甲を着用したカラビニエは、フランス帝国式の銀色胸甲を着用するキュラシエとの、ファッションの対象をなした。フランス胸甲騎兵と騎馬騎銃兵という装甲騎兵はヨーロッパの戦場を支配する舞台となり、同盟軍の悩みの種となった。重騎兵としてナポレオン自身が散兵任務を行わせない様に厳命していたが、騎馬騎銃兵も必要に応じて散兵戦を行った。

### 軽騎兵

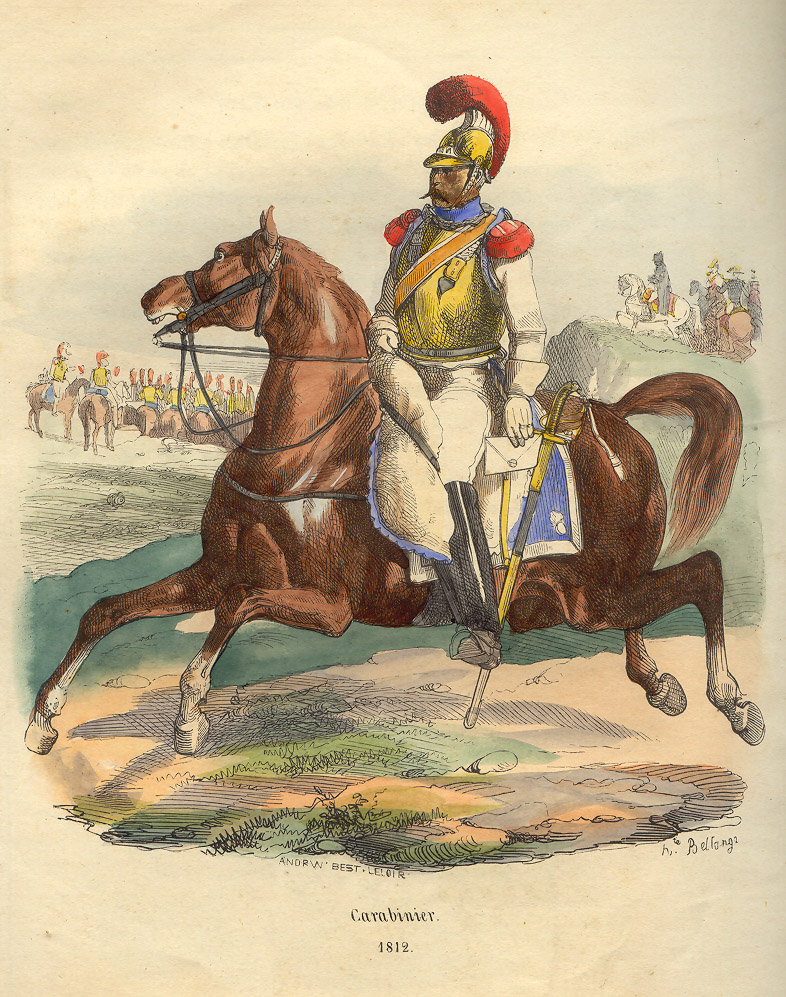
カラビニエ
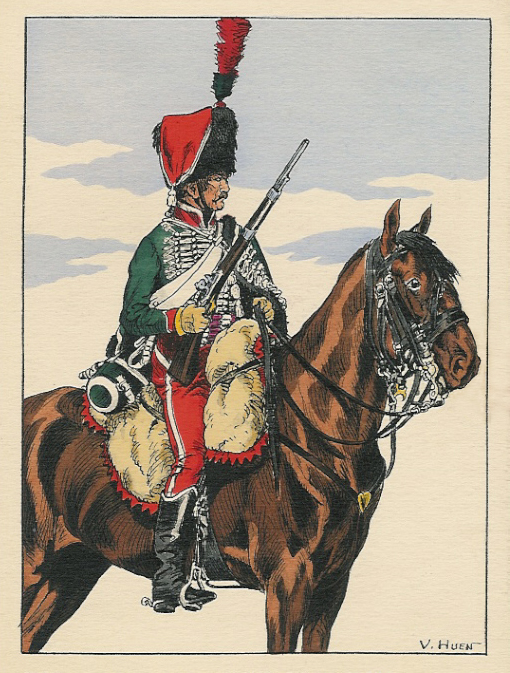
ユサール
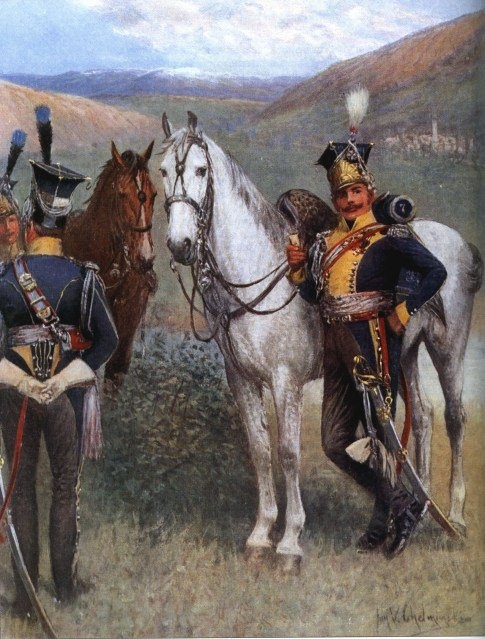
ヴィスツラ・ウーラン

ユサール (Hussards)
ユサールは全軍の中でも最も優れた騎乗技術と剣術の精鋭たちで、危険な任務も恐れない命知らずたちであった。
曲刀型サーベルとピストルを携帯して任務にあたり、ユサールの行軍速度はフランス軍の中でも最速で、彼らはその機動力を活かして偵察隊としてのパトロールや敵を撹乱するための襲撃や味方の動きを察知されない様に警戒幕を構成して敵の目から隠した。
1804年には10個連隊、最盛期には１４個連隊あった。銃剣を装備する様に命じられた記録もあるが、実戦で彼らが、銃剣を使用したか、あるいは所持し続けたかどうかはわからない。また、非常に変則的で稀な武装形態として騎兵槍もあった。
「３０歳までに死ななかったユサールは下衆野郎だ」という言葉も残されており、死傷率は高かった。
猟騎兵（Chasseurs-à-Cheval）
上記のユサールと武装や役割が似た軽装騎馬隊だが、騎銃を装備し、状況によっては徒歩で戦う点を除けば、ユサールと同じ様なものだった。銃器を部隊に多く配備されていた為に猟騎兵は銃器をもって行う騎馬散兵戦や騎兵幕の形成を得意としているが、突撃が出来ないわけではない。ただし、上述の皇帝近衛猟騎兵連隊や歩兵の類似部隊とは異なり、特権的なものもなく、精鋭でもなかった。しかし、最も数の多い部隊であり、1811年に31個連隊あった。このうち6個連隊は非フランス人部隊であり、ベルギー人、スイス人、イタリア人、ドイツ人で構成された。
制服は色遣いが少なく、歩兵とおなじような円筒帽（ユサールの目立つ熊毛帽と対照）、緑の上着、緑の乗馬用ズボンと短い長靴だった。
槍騎兵（Lancers）
細長い騎兵槍をメインウェポンとし、曲刀型サーベルと拳銃をサブウェポンとして装備、胸甲とヘルメットも装備、時には騎銃（カービン銃）も加えて武装する騎兵。雨天でマスケット銃が湿る場合は槍が敵歩兵に対して効果的だったが、騎兵同士の乱戦では槍はサーベルに対し、不利だった。
古代から中世の戦場において、騎兵たちの主要武器は常に槍であり、槍を装備した騎兵たちの突撃は高い攻撃力を誇り、戦場の花形として活躍していたが、１７世紀には東欧を除くヨーロッパの戦場では騎兵槍はほとんど使われなくなっていた。１６世紀半ばにピストルが発明され、ピストルと剣を主力武器とする騎兵のコストパフォーマンスの良さとピストルの槍を上回る射程、投射武器や歩兵の槍による脅威度の上昇により重武装、重装甲化を始めたことにより、１６世紀頃には１２世紀の軽快さを失っていた事、重装過ぎる騎兵の槍による突撃戦法は長槍を装備した歩兵の前では効果は薄く、また、火薬を得て更に強力になった投射武器の前では近づく事も困難であった事が原因であり、西欧において、兵科としての槍騎兵は一旦の滅亡を迎えた。しかし、東欧においては事情が異なり、長槍、後にマスケット銃を装備した歩兵の密集陣形が主流であった西欧とは違い、東欧各国が正対した脅威は短い槍や火縄銃（後にフリントロックマスケット）などを装備したオスマン軍の各種近接歩兵の波状攻撃であり、十分に騎兵が運動し、迂回などが容易に出来る戦場であった。これらの歩兵には依然として騎兵による突撃戦法が必要で、正面突撃こそ頻度が減ったものの、槍騎兵の迂回突撃は十分に決定的な突撃となり得るものであった。重装な槍騎兵というものは火力の上がる戦場において生存が難しくなっていたが、軽装な槍騎兵は戦場で活躍する余地が十分に残されており、また、軽装化した槍騎兵は重要性が上がる軽騎兵任務において使用が可能であるという利点も存在し、この様な土壌と、民族的要因による槍騎兵復興の運動が合致し、槍騎兵復興運動の萌芽が生まれた。ナポレオン戦争期における槍騎兵の復興運動はこの様な文脈の上に存在した。
ナポレオン戦争時のフランス槍騎兵は突撃兵科である重騎兵ではなく、偵察、哨戒、捜索、騎兵幕の作成などを行う軽騎兵として編成された。各国の槍騎兵の編成も重騎兵ではなく、中騎兵や軽騎兵の編成を取る事が多かった。しかし、軽騎兵的な運用が主であるとは言え、会戦に投入されることもままあった。特に槍は突撃において曲刀に優っており、対騎兵戦闘で有利とされ、また、方陣に対し、銃剣よりもリーチで優る槍は対歩兵において曲刀や直剣より効果的であったとされ、一種の「万能騎兵」的な側面があったが、ただし、これは槍騎兵に限った話ではなく、他の軽騎兵でも同様であった。当時の騎兵マニュアルにおいて、騎兵がサーベルで攻撃する際は銃剣をパリィするという動作があるのに対し、槍騎兵の章では省かれており、また、歩兵に対する攻撃のみならず、歩兵に対する追撃においても槍は威力を発揮した。追撃されている歩兵は騎兵を回避する為に伏せる行為を行ったが、槍は伏せている人間を突くことも出来た。しかしながら、いくら歩兵に対して強力であろうとも、歩兵が組んだ方陣には限定的な効果しかなく、事例としては、シウダッド・レアル、ドレスデン、カツバッハなどの事例にて槍騎兵は歩兵の方陣を崩す事に成功しているが、カツバッハの戦いは大雨であったために、歩兵が発砲する事が出来なかった。また、方陣を崩す事に成功した場合よりも、方陣を崩すことに失敗、あるいは断念した場合の方が圧倒的に多く、槍の優位性を以てしても、歩兵の方陣を崩す事は困難であり、それらの攻略には諸兵科連合による攻撃か重騎兵が必要であった。
騎馬戦においては槍の突撃における衝撃能力の高さは広く認知されていたものの、白兵戦においての取り回しの悪さが懸念となっていた。戦績を見ると軽騎兵との戦闘においては多くの勝利を収めており、突撃に成功した場合は槍騎兵は軽騎兵に撃退されることがほとんどなく、また、竜騎兵などの中騎兵に対しても、突撃を行った場合は勝利を収める可能性が高いが、フリーラントの様に最終的に白兵戦にて敗北した例も存在する。各種親衛隊騎兵や胸甲騎兵や騎馬騎銃兵などの重騎兵に対しての不利は存在し、ほとんどの戦闘が槍騎兵の敗北に終わっている。また、槍はひしゃげたり折れたり敵に突き刺さったままに抜けなくなる場合があり、少なくともこれらの欠点はどの国もある程度は事実であると考えていたために、全ての国の槍騎兵は予備の武器としてサーベルを携帯した。
騎兵槍は使いこなすことが難しく、槍を使いこなすには熟練が必要で、人によっては、それに加えある種の才能が必要とまで考えた。訓練を行わず、槍を使いこなせない槍騎兵は非常に戦力的な価値が低い事も知られており、ワーテルロー戦役に参加したある将校は「悪い槍使いは悪い剣使いよりも使い物にならない」と述べている。
槍騎兵は重騎兵の攻撃力と軽騎兵の機動力を兼ね備えた非常に攻撃的な兵科であり、騎兵との乱戦では槍の長さが邪魔になる事も少なくなかったが、こうした場合には槍を捨てて、サーベルに持ち替える事で対応でき、追撃戦では重騎兵よりも有利に戦う事が出来た。騎兵同士の乱戦では槍は扱いにくく、邪魔になり、サーベルに敵わなかったために、槍騎兵連隊では一部の兵士に騎兵槍を装備させず、騎兵槍を持つ騎兵をサーベルを持つ騎兵が援護する様にした。逆に言えば、槍は歩兵相手に戦う時は必要不可欠であり、槍騎兵は簡単に歩兵を刺し貫く事ができ、槍は方陣隊形の歩兵に対して有効に使える白兵戦武器であった。また、隊形が崩れた歩兵や退却する敵縦隊に対して、あるいは追撃中の敵輜重縦列の中にいる時などは、槍騎兵に敵うものはなく、彼らは大暴れする事が出来た。おそらく、槍の使用と歩兵の方陣隊形の有効性を最も明確に実証している戦闘は、１８１５年夏に行われたカトル・ブラの戦いであろう。また、意のままに襲撃を加える槍騎兵は、小競り合いにも有効だった。
総合して見ると、槍騎兵は他の兵科に対して圧倒的優位であるとは言う事が出来ないものの、突撃を行える多くの状況で優位であった。しかし、会戦において大きな戦果を上げた槍騎兵部隊の殆どは各国の親衛隊の騎兵であり、猟騎兵が散兵戦に秀でており、ユサールが奇襲を得意とした様に、通常の槍騎兵は突撃と追撃が得意であった。
フランス騎兵の槍は、ポーランド騎兵が持つものよりやや短く、やや重かった。フランスの槍騎兵連隊はナポレオン戦争の最後の戦役ですばらしい評判を獲得した。
- カラビニエ
- ユサール
- ヴィスツラ・ウーラン

## 歩兵

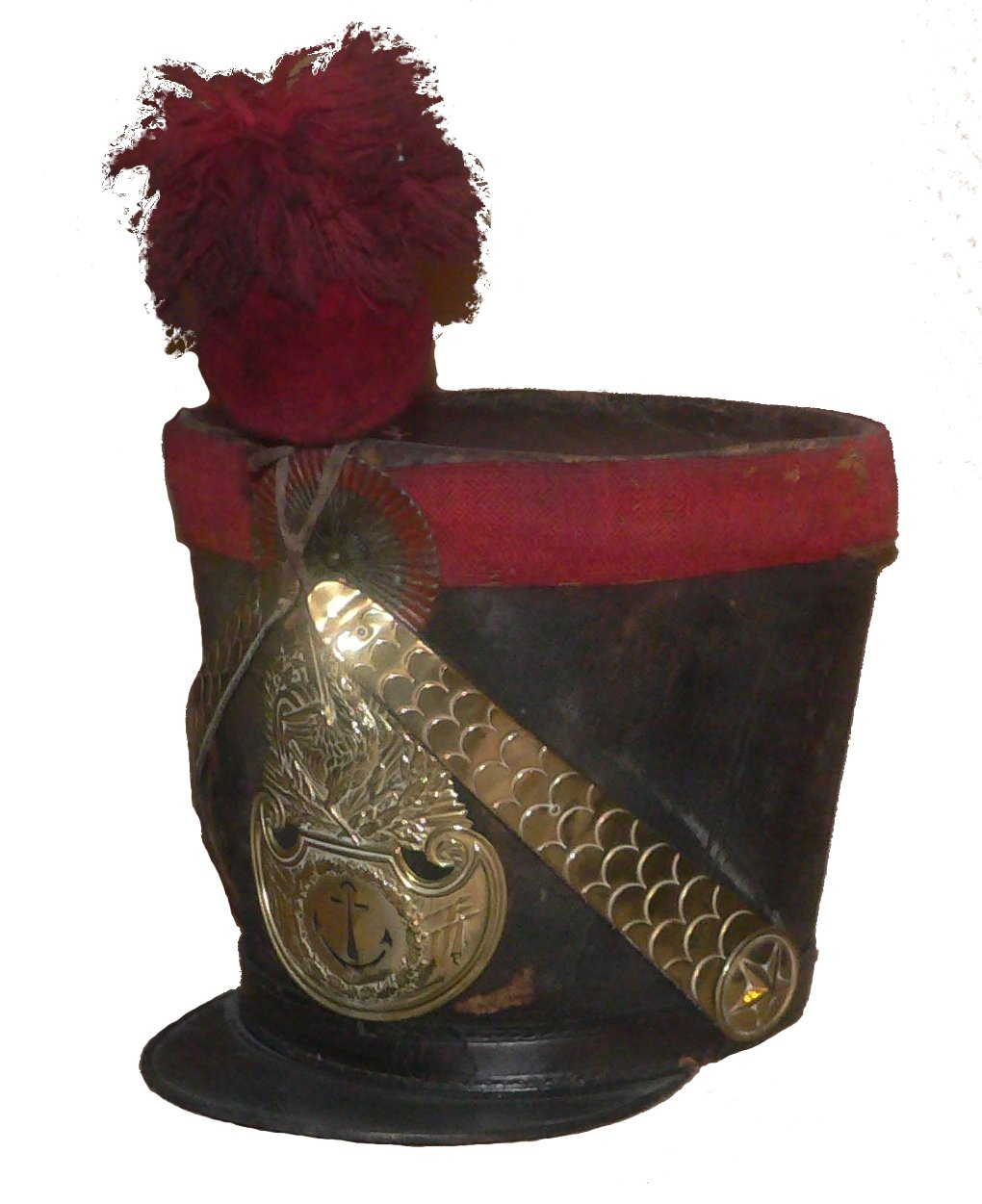
19世紀のフランス海軍の円筒帽

歩兵はたぶん大陸軍で最も魅力的な戦闘をしたわけではないが、ほとんどの戦闘で矛先となり、その成果が勝敗を分けることになった。
歩兵は大きく2つに分けられた。1つは戦列歩兵（Infanterie de Ligne）であり、もう1つは軽歩兵（Infanterie Légère）であった。

### 戦列歩兵

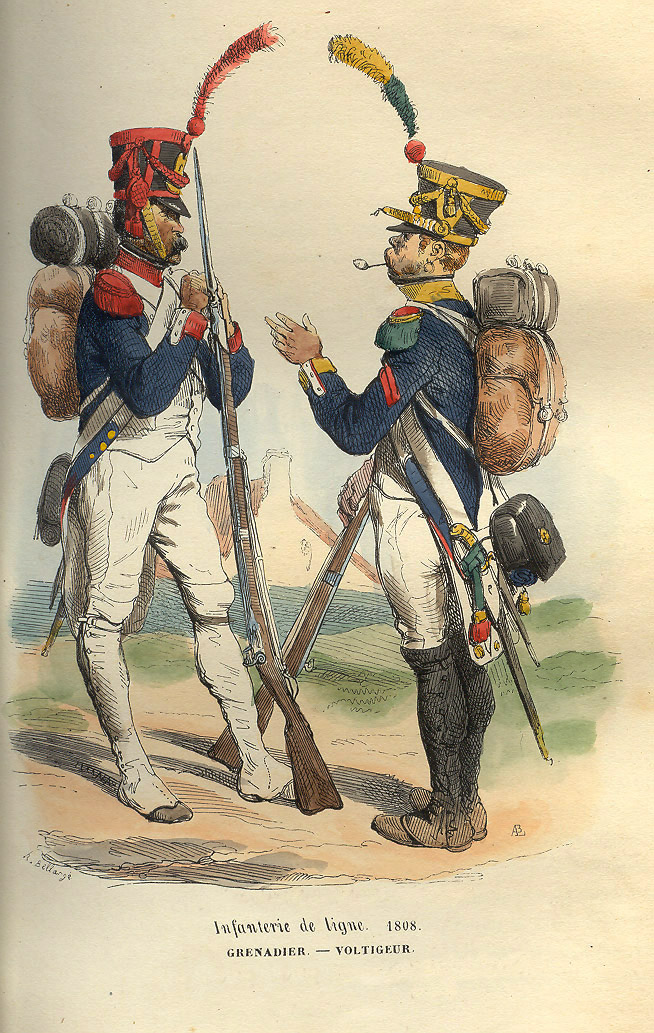
擲弾兵（左）と選抜歩兵（右）

戦列歩兵は大陸軍の大部分を占めていた。1803年、ナポレオンは連隊という言葉を復権させた。フランス革命中のことば半旅団（demi-brigade、2個で1個旅団となり王立という意味合いがなかった事実による）は、暫定的な部隊や補助部隊にのみ使われるようになった。大陸軍の創設時、89個戦列歩兵連隊（Régiments de Ligne）があったが、この数はフランスの県の数であった。最終的には156個連隊となった。
戦列歩兵連隊はナポレオン戦争中にその規模が変わったが、基本的な構成要素は大隊であった。1個歩兵大隊は約840名であり、これが大隊の定員となり、ほとんどどの隊も変わらなかった。ほかに400名から600名の大隊もあった。1800年から1803年にかけては、戦列歩兵大隊には8個フュジリエ中隊と1個擲弾兵中隊が所属していた。1804年から1807年にかけては、7個フュジリエ中隊と1個擲弾兵中隊、1個選抜歩兵（Voltigeur）中隊が所属していた。1804年から1807年にかけては、4個フュジリエ中隊と1個擲弾兵中隊、1個選抜歩兵中隊が所属していた。

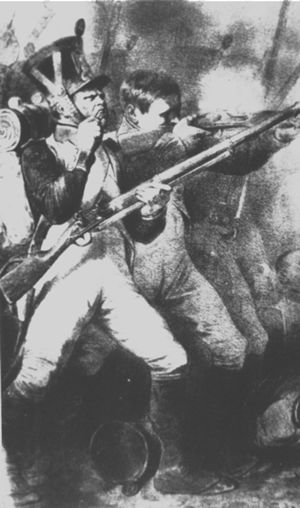
前線に立つフェジリエ(1812年頃)

小銃兵（fusilier）
フュジリエ（火打石銃兵）は歩兵大隊の大部分を占めており、大陸軍の典型的な歩兵と考えてよい。武器はシャルルヴィル1777年型マスケット銃と銃剣であった。訓練は行軍速度と持続時間に重点が置かれ、接近戦や白兵戦での個々に狙いを定めた射撃が続いた。このことはヨーロッパの敵国の大多数と異なるところであり、他国ではきちんとした隊形で動き一斉射撃を行うことに重点が置かれた。
ナポレオン戦争初期のフランス軍の勝利は、長い距離を素早く移動できる能力にあり、その能力は歩兵に課された訓練の賜物だった。1803年から1個大隊は8個フュジリエ中隊となり、1個中隊はおよそ120名であった。1805年にフュジリエ中隊の1つを改組して1個選抜歩兵中隊を創設した。1808年、ナポレオンは歩兵大隊を9個中隊から6個中隊に変えた。新しい中隊は構成員の数が140名となり、このうち4個はフュジリエ中隊、1個は擲弾兵中隊、残る1個は選抜歩兵中隊であった。
帽子は二角帽子であり、1807年に円筒帽に変わった。制服は白のズボン、白の外衣と濃青の上着（1812年まではハビットロング、その後はハビットベスト）に白の襟章を着け、赤の襟と袖口であった。帽子には色のついたポンポンを着けていた。このポンポンの色は中隊毎に異なっていた。1808年以後の編成替えで、第1中隊は濃緑のポンポン、第2中隊は空色の、第3中隊は橙色の、第4中隊はすみれ色のポンポンという按配だった。
擲弾兵
擲弾兵はナポレオン戦列歩兵の精鋭であり、敵に打撃を与える部隊として古参兵で占められた。新しく作られた大隊には擲弾兵中隊が無かった。ナポレオンは、2回の方面作戦に参加させた後に最強で勇敢で背の高いフュジリエを擲弾兵中隊に昇格させ、大隊の中には2個以上の擲弾兵中隊ができたものもあった。
擲弾兵の新兵の条件は連隊の中でも背が高く恐ろしげであり、しかも口ひげを生やしているということになった。これに加えて帽子が熊毛になり上着には赤の肩章を着けた。1807年以後熊毛帽は赤い線と赤の羽毛のついた円筒帽に置き換えられた。しかし多くの者が熊毛帽を好んだ。標準のシャルルヴィル1777年型マスケット銃と銃剣に加えて擲弾兵は短いサーベルを帯びた。これは接近戦で使うためであるが、焚き火の木を切る道具となってしまった。
擲弾兵中隊は通常最も伝統的栄誉ある場所として隊列の右端に位置した。作戦行動中、擲弾兵中隊は擲弾兵大隊を形成したり、時には連隊や旅団を形成することもあった。この配置はより大きな戦闘隊形の前衛に置かれた。
選抜歩兵（Voltigeurs、意味合いからは飛び上がる者）
選抜歩兵選抜歩兵は戦列連隊のエリート軽歩兵であった。1805年、ナポレオンは戦列大隊の中で背は小さいが敏捷な者を選んで選抜歩兵中隊を作るよう命じた。この中隊は大隊の階層の中では擲弾兵中隊に次ぐものである。その名前はもともとの使命からきている。選抜歩兵中隊は敵の騎兵に対し馬に飛び上がって戦うというもので、風変わりなアイデアだったが戦闘ではうまくいかなかった。それにも拘わらず、選抜歩兵は重要な任務をこなし、散兵戦や各大隊の偵察などを行った。その訓練では射撃技術や素早い動きに重点が置かれた。
帽子は二角帽で黄と緑あるいは黄と赤の大きな羽毛が付いていた。1807年以後、円筒帽に変わり黄の線と同様な羽毛が付いた。上着には緑の線のある黄の肩章と黄の襟が付いた。もともとの武器は短い竜騎兵用マスケット銃であったが、実際にはシャルルヴィル1777年型マスケット銃と銃剣を装備した。擲弾兵と同様に、接近戦用に短いサーベルを帯びたがやはりあまり使われなかった。各選抜歩兵中隊はまとめられ、軽歩兵連隊や旅団を作ることがあった。1808年以後戦列の左端に位置した。この位置は伝統的に戦列戦闘の2番目に栄誉あるものであった。

### 軽歩兵
戦列歩兵が大陸軍の歩兵の大部分を占めていたが、軽歩兵（Infanterie Légère）も重要な役割を果たした。軽連隊は35個連隊を超えることはなかった（戦列歩兵の155連隊と対照）。また散兵戦を含め戦列歩兵と同じ作戦行動を執れた。その違いは訓練方法であり、高い団結心を生んだことである。
軽歩兵の訓練は射撃術と素早い動きに特に重点が置かれた。その結果、軽歩兵は戦列歩兵よりも正確な射撃の腕前と迅速な行動力を身につけた。軽歩兵連隊は多くの戦闘に参加し、さらに大きな作戦の哨戒に利用されることが多かった。当然ながら、指揮官達は戦列歩兵よりも軽歩兵に任務を任せることが多く、軽歩兵部隊の団結心が上がり、またその華やかな制服や態度でも知られた。軽歩兵は戦列歩兵よりも背が低いことが要求されており、森林を抜ける際の敏捷性や散兵戦の場合の物陰に隠れる能力に生かされた。
軽歩兵大隊の構成は戦列歩兵大隊のものそのものであったが、擲弾兵、フュジリエ、選抜歩兵については異なった種類の部隊があてられた。
猟歩兵（Chasseurs）
猟兵は軽歩兵大隊のフュジリエである。これが大隊の大部分を占めた。武器はシャルルヴィル1777年型マスケット銃と銃剣であったが、接近戦用の短いサーベルも帯びていた。ナポレオン軍に共通することだが、この武器もすぐに焚き火の木を切る道具となってしまった。
1803年からは、各大隊に8個猟兵中隊があった。1個中隊は約120名であった。1808年、ナポレオンの命令で各大隊が9個中隊から6個中隊に編制替えされた。新しい中隊は構成員の数が140名となり、このうち4個中隊は猟兵中隊であった。
猟兵の制服はフュジリエよりも華美なものであった。1806年までは円筒帽に濃緑の大きな羽と白の紐が付いていた。制服は戦列歩兵よりも暗い青で小競り合いのときのカムフラージュにもなった。上着は戦列歩兵と同じだったが、折り返しと袖口は濃青だった。また濃青と赤の肩章を付けていた。ズボンは濃青で靴は騎兵のような長いものだった。1807年以降円筒帽は標準の円筒帽に置き換えられたが白の飾り紐は着いていた。
戦列フュジリエと同様、帽子には色のついたポンポンを着けていたが、その色は連隊ごとに異なるものだった。
カービン銃兵（Carabiniers）
騎銃兵は軽歩兵大隊の擲弾兵である。2回の方面作戦参加を経験し、背が高く勇敢な猟兵が憲兵中隊に選ばれた。彼らは大隊の精鋭部隊であった。擲弾兵と同様に口ひげを蓄えることを要求された。
武器はシャルルヴィル1777年型マスケット銃と銃剣、および短いサーベルであった。帽子は高い熊毛帽だった（1807年に赤の縁のある円筒帽で赤の羽毛の付いたものに置き換えられた）。
制服は猟兵と同じだが、赤の肩章だった。騎銃兵中隊はより大きな騎銃兵部隊を構成することがあり、突撃を要するような作戦に使われた。
選抜歩兵（Voltigeurs）
特別兵は戦列歩兵大隊のものと同じ任務であったが、さらに敏捷性と射撃の腕を求められた。
制服はフュジリエと同様であったが、黄と緑の肩章であり、1806年より前に毛皮製高帽（colpack）が円筒帽に取って代わった。毛皮製高帽には赤の上に黄の大きな羽毛と緑の紐が付いていた。1807年以降、円筒帽に変わり黄の大きな羽毛と黄の紐だった。この選抜歩兵中隊も必要に応じて大きな部隊を構成することがあった。

## 砲兵
皇帝は砲兵士官の出身であり、次のように言ったと伝えられている。「砲兵が良ければ神が味方する」 ここで期待されているように、フランスの大砲は大陸軍の基幹であり、三軍の中でも大きな火力を有し、少ない時間で敵に大きな打撃を与える可能性があった。フランスの大砲はしばしば集中砲火（大砲兵大隊）に用いられ、歩兵や騎兵が接近戦を挑む前に敵の戦列を乱した。砲兵部隊の絶妙な訓練によって、ナポレオンは高速でその武器を動かし、弱っている防衛線を支援したり、敵の戦列を破る道具にした。
絶妙な訓練以外にもナポレオンの砲兵隊は多くの戦術的な改良によって戦力を上げた。王政時代にジャン＝バティスト・ヴァケット・ド・グリボーバルが設計したフランス砲は軽く早く移動でき照準を合わせやすく、また台車を強化したり口径を標準化したりした。通常の野戦砲は4ポンド、8ポンド、12ポンドのカノン砲と6インチの榴弾砲があったが、戦争後期には4ポンド砲と8ポンド砲はオーギュスト・マルモンが設計した共和暦11年式6ポンド砲に置き換えられた。砲身は真鍮（黄銅）製で、砲架、車輪、および前車はオリーブグリーン（薄緑色）のペンキで塗られていた。砲兵を歩兵や騎兵の部隊とうまく融合させて、互いに支え、時には単独で行動することもできた。砲兵隊には2つの分類、徒歩砲兵隊（Artillerie a Pied）と騎乗砲兵隊（Artillerie a Cheval）があった。

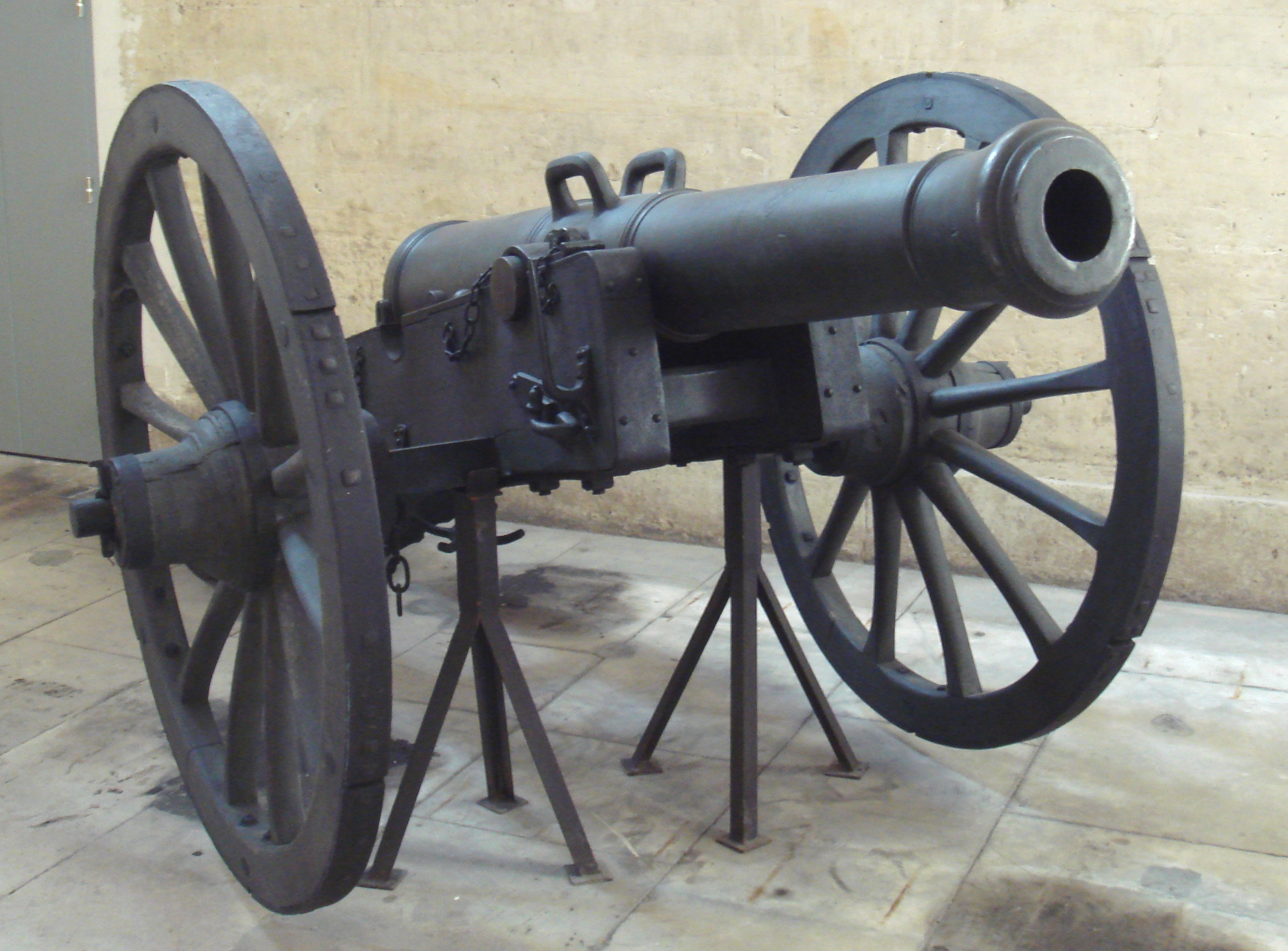
戦争前期のグリボーバル12ポンドカノン砲
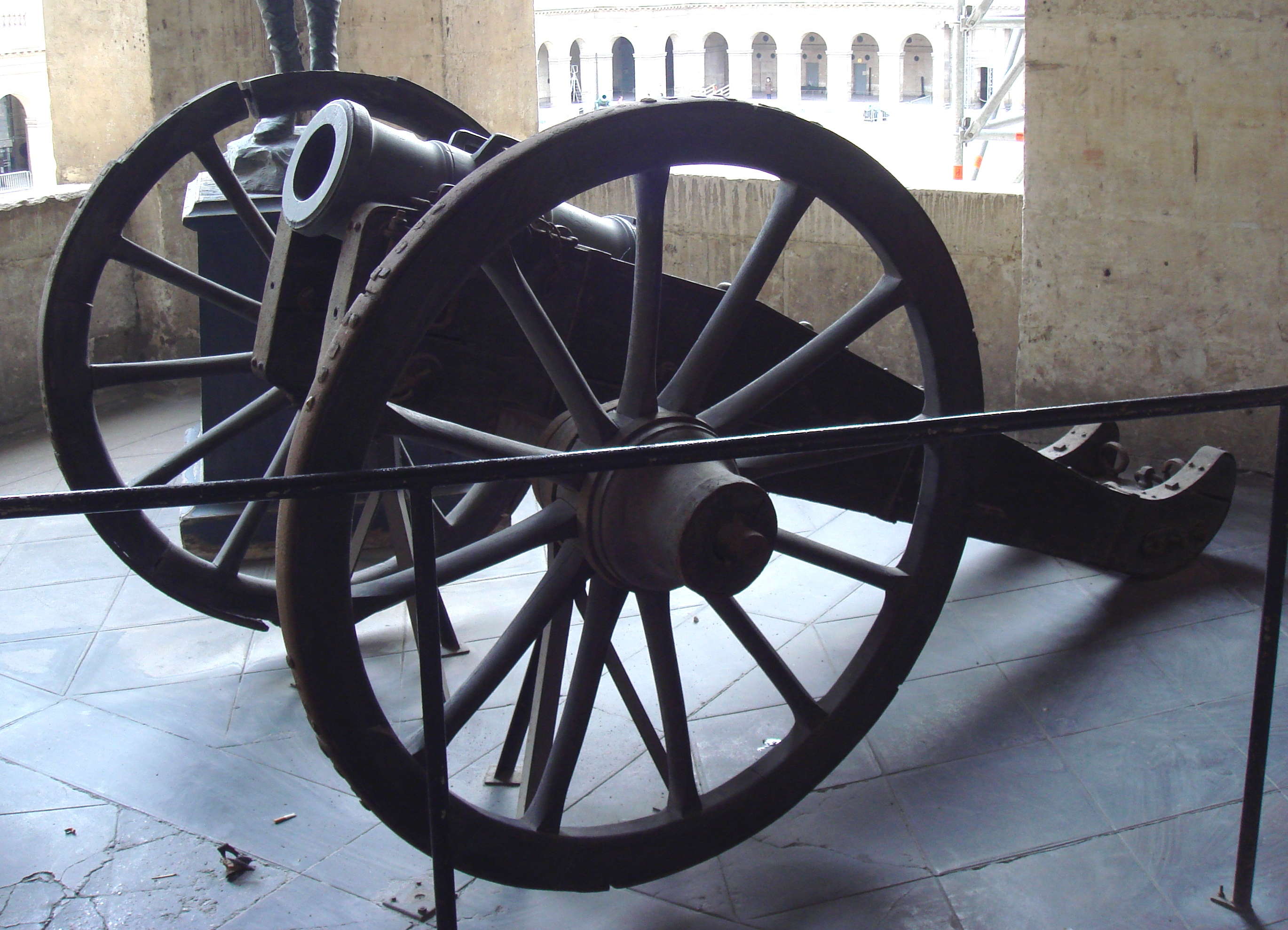
グリボーバル6インチ榴弾砲
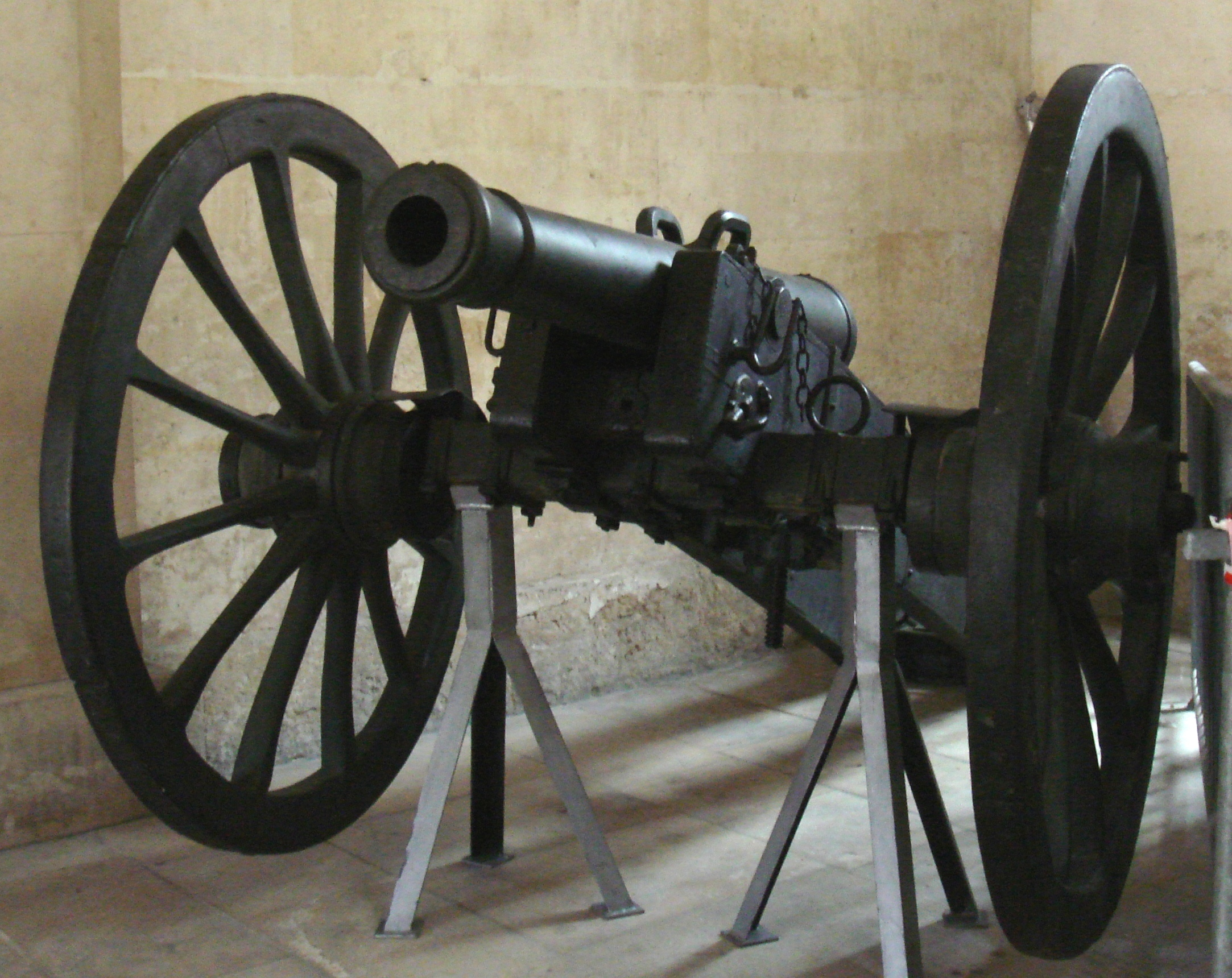
戦争後期のCanon de 6 système An XI

徒歩砲兵
この名前が示唆するように、砲兵は大砲の横に行軍し、大砲はもちろん馬で曳かせた。このために行動速度は歩兵の速度に準じ遅かった。1805年には8個連隊、後に10個連隊があり、さらに近衛連隊に2個連隊あった。しかし騎兵や歩兵の連隊とは異なり、これらは軍政的な後方管理組織であった。前線での行動単位は、120名からなる中隊である。従軍時（遠征時）は、中隊別に各師団や各軍団に編入され、前者は師団砲兵として師団長の指揮下に、後者は軍団砲兵として軍団長の指揮下に入った。
師団砲兵
歩兵師団の師団砲兵は1個徒歩砲兵中隊が標準とされた。1個中隊には通常カノン砲6門と榴弾砲2門の計8門が配備された。
軍団砲兵
軍団砲兵は、1個徒歩砲兵中隊と1個騎馬歩兵中隊のペアが標準とされた。軍団砲兵にはよく重砲が配備された。
砲兵中隊は、砲車牽引中隊とペアを組んで従軍するのが常で、このペアは砲兵分団（division d’artillerie）と呼ばれた。当時のdivisionには”師団”と”中隊ペア”の二通りの意味があるので混乱を招いている。後者は大隊の分割フォーメーション用語として使われていた。砲兵分団には砲兵、下士官、士官の他に、金属加工、木工、毛皮などの加工作業者も随伴していた。彼らは予備品を作ったり、大砲、台車、弾薬箱、馬車の維持・修理にあたり、馬の世話や軍需品の保管も行った。
騎馬砲兵
騎兵は騎乗砲兵隊の素早い動きと素早い砲撃に支援された。この部隊は騎兵と砲兵の組み合わせであり、馬や台車に乗って戦闘に参加した。
前線に非常に近く活動するために、士官や砲兵は竜騎兵のように接近戦用の武器を携え訓練も施されていた。一度配置につくや、彼らは素早く下馬し、大砲を据え、照準を定め敵に集中砲火を浴びせた。さらに大砲をまた台車に載せ新しい場所に素早く移動した。このことを成し遂げるために訓練を積んでいたので砲兵の中でもエリート部隊であった。
近衛騎乗砲兵隊は全速で駆けてきて最初の砲弾を放つまでに1分とかからなかった。そのような動きを目にして驚いたウェリントン将軍は次のように記している「かれらは拳銃を撃つように大砲をぶっ放している」。
管理上の連隊は6個、さらに近衛兵に1個あった。ナポレオンは各軍団に最低1個の騎馬砲兵中隊を、また可能ならば各師団にも騎馬砲兵中隊を割り当てようとした。その能力は十分高かったものの、その結成と維持にかかる費用もかなりのものであった。そのために、騎乗砲兵隊の数は徒歩砲兵隊の数より少なく、構成比は5分の1程度であった。皇帝が騎乗砲兵隊の兵士すべての名前を覚えているなどという自慢たらたらの冗談もあったくらいである。
積まれた訓練、馬、武器や装備以外にも、彼らは多くの軍需品を使った。騎乗砲兵隊は徒歩砲兵隊の2倍、近衛砲兵隊の3倍の費用を要した。
騎兵師団砲兵
騎兵師団の師団砲兵は1個騎馬歩兵中隊が標準とされた。1個中隊は通常カノン砲4門、榴弾砲2門の計6門とされた。
砲車牽引兵
砲車牽引隊（Train d’artillerie）はボナパルトによって1800年1月に創設された。その機能は砲車を曳く馬を御する御者であった。 それまでのフランスでは民間の御者を雇っていたが、彼らは戦火の中では大砲を放棄して自分達や価値ある馬の命を守ろうとした。
砲車牽引隊の要員は、以前の民間人とは異なり、武装し、訓練を施され、兵士と同じように制服を与えられた。閲兵の時の見栄えもさることながら、このことは軍隊としての規律を守り、攻撃されれば反撃することも可能にした。御者はカービン銃と歩兵と同じ型の短い刀および拳銃を携行した。彼らはそれらの武器を使う機会はほとんど無かったが、賭け事や、喧嘩その他各種の遊びごとで確かに評判をとった。
彼らの制服と上着は灰色であり、その頑丈な外観をさらに強めていた。しかし、彼らが戦闘可能ということはコサックやスペイン人またチロルのゲリラに襲われたときに有効であることが証明された。
砲車牽引大隊は、当初5個中隊で構成された。第1中隊はエリートと看做され、騎乗砲兵中隊のペアにされた。中間の3個中隊は徒歩砲兵中隊のペアにされ、予備品箱、物資用荷車の管理や屋外での鍛冶なども担当した。最後の1個中隊は予備役で、新兵や馬の訓練を行った。1800年の方面作戦に続いて、砲車牽引隊は8大隊に編成替えされ、それぞれ7個中隊を擁した。ナポレオンが砲兵隊を増強するにつれ、大隊が追加されて1810年には14個大隊を数えた。1809年、1812年および1813年には最初の13個大隊が倍増され27個大隊となった。さらに1809年以降、戦利品で急増した大砲数の余裕から連隊砲兵も登場し、歩兵連隊付き砲兵用の砲車牽引中隊も創設されることがあった。
近衛兵は独自の牽引隊を持っており、近衛砲兵隊が増えるにつれて近衛牽引中隊も増加したので、当初の牽引大隊から牽引連隊に格上げされた。頂点は1813年から1814年にかけてで、近衛古参砲兵隊は12個牽引中隊に、近衛若年砲兵隊は16個牽引中隊に支援され、砲兵中隊と牽引中隊がそれぞれペアを組んだ。

## 工兵
騎兵、歩兵、砲兵に戦闘の脚光が及ぶ影で、軍隊にはさまざまなタイプの工兵がいた。
大陸軍の架橋工兵（Pontonniers）はナポレオンの軍隊維持機構の重要な役目を果たした。特に艀（はしけ）をつなぎ合わせた簡易橋梁を構築して水の障害物を越える際の貢献が大きい。架橋工兵の技術によって川を敵が予想していない意外な地点で渡って敵の虚を突いたり、あるいはモスクワからの撤退時のベレジナ川渡河では全滅の危機から自軍を救うことができた。
工兵が脚光を浴びることはなかったが、ナポレオンは架橋工兵の価値を明らかに認め、その軍隊に14個中隊を配備し、その指揮は輝かしい経歴を持つジャン・バプティスト・エーブレ工兵将軍に任せた。彼の道具や装置を使った訓練によって、素早く橋のさまざまな部品を造り、組み立てさらに後に再利用できるようになった。必要な資材、工具、部品は中隊の荷車で運ばれた。もし部品などが不足する場合は、即座に荷車に積んである鍛造機などの装置で製作された。1個工兵中隊で80杯のはしけの橋（長さは120mから150m）を7時間以下で組み立てた。これは今日の基準から見ても驚異的である。
橋梁に加えて、敵の防御施設に対応するための土木工兵（Sapeurs）の中隊もあった。橋梁技師よりは意図した役割に添って使われる頻度は少なかった。皇帝がアッコ包囲戦 (1799年)など初期の方面作戦の経験をもとに、固定された防御施設には正面から攻撃するよりもできれば回避し孤立化させた方がよいと考えるようになったため、土木工兵中隊は通常他の任務に回された。また、都市攻城戦でのトンネル掘りを専門に行う坑道工兵（Mineurs）の中隊もあった。
ジニーと呼ばれる異なったタイプの技師中隊が大隊や連隊内に作られた。ジニーとは大陸軍内部の通り言葉で技師を指していたが、元々の意味は今日でも使われる「言葉遊び」（jeu de mot）と願いことを受け入れて魔法の力で現実にしてくれる精霊（Genie）にも掛けていた。現在のフランス語で工兵が Génie militaire と呼ばれるのはこの名残と思われる。

## 後方支援部門
輜重兵
ナポレオンの語録の中でもよく引用される言葉は「軍隊は胃で行進する生き物」である。このことは軍隊の兵站の重要性を明確に表したものである。大陸軍の部隊は各人に4日分の食料を与えられていた。これに従う荷車には8日分が積まれていたが、これは緊急時にのみ消費されるものだった。ナポレオンは兵士達が狩猟採集と食糧の徴発（略奪、La Maraude）で日々を暮らしていくことを勧めていた。
補給物資は作戦開始前に建設しておいた前進基地や倉庫に蓄えられた。これらの物資は軍隊が前進するにつれ前方に移動された。大陸軍の補給基地から軍団や師団の補給庫に物資が配られ、そこから旅団や連隊の輜重部隊に配られ、各部隊には狩猟採集の量を補うだけの食料が配られた。狩猟採集に対する依存度は政治的な圧力で決まることがあった。友好的な国の領土を通過するときは、「その国が供給するもので食っていけ」といわれたが、中立の立場をとる国を通過するときは、補給の問題が生じた。大陸軍が5週間に渡って1日15マイル（24km）の速さで行軍することを可能にしたのは、上記のような計画によるもの半分、行き当たりばったり半分の兵站であった。
兵站のしくみを助けたのがこれも技術的な革新であり、例えばニコラ・アペールが発明した今日の缶詰につながる保存食の技術であった。
医療関係者

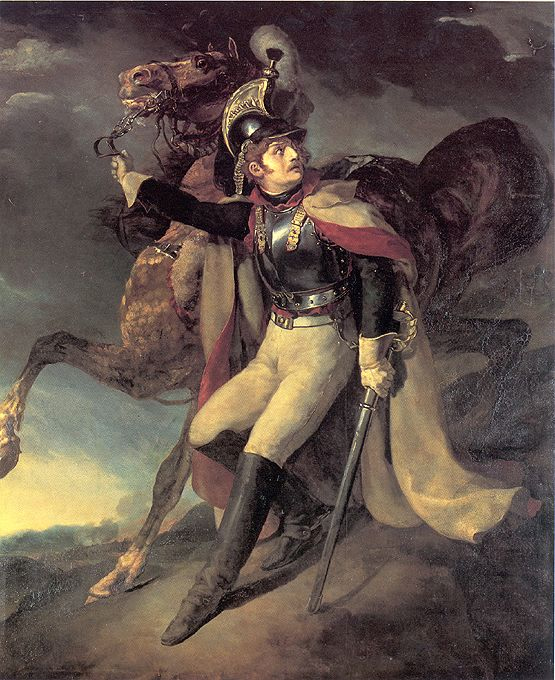
傷ついて戦場を去る胸甲騎兵

医療関係者ほど栄光とも権威とも関係の薄い部門は無かったが、彼らは戦闘後の恐ろしい光景に対処する必要があった。あらゆる旅団、師団、軍団にはそれぞれの医療関係者がおり、衛生兵は負傷者を見つけて運び、看護兵は介護や看護を行い、他に薬剤師や医師、外科医がいた。これらの医療関係者には、しばしば訓練の足りない者や不適切な者がいて他の仕事を担当する部隊もあった。大陸軍の医療の状態は、当時のあらゆる軍隊と同じく原始的なものであった。戦闘よりも負傷や病気で死ぬ者の方が多かった。衛生や抗生物質に関する知識も無かった。外科施療といえばそれは切断であった。麻酔とは、強いアルコールを飲ませること、あるいは時によって患者を殴って意識を失わせることであった。大体手術を受けた患者の3分の1しか生き残れなかった。
ナポレオン戦争の間、軍隊の医療技術や施療技術は大きな進歩を生まなかったが、大陸軍では医療関係者の組織化では改善の恩恵を受けた。外科将軍のドミニック・ジャン・ラリー男爵の提唱になるいわゆる空飛ぶ救急システムである。戦場でフランス軍空飛ぶ砲兵隊が行っているその移動速度を観察したラリー将軍は、これを負傷者を迅速に運び、訓練された御者と衛生兵と担架運搬要員のいる馬車に乗せる仕組みに置き換えた。これは現代の軍事救急システムの先駆けであり、続く数十年間に世界中の軍隊によって採用されることになった。ラリーは移動力を上げ、野戦病院の組織を改善することにより、現代の移動陸軍外科病院の原型を作った。
負傷者の苦難についての証言を読むと恐ろしいものがある。ナポレオン自身も「死ぬよりも苦痛に耐える方が勇気がいる」と言ったことがあった。彼は生き残った者達にフランス中でも最善の病院で静養できるような保証を与えた。さらに傷痍軍人は英雄として扱われ、勲章を授与され、恩給と必要ならば義肢も与えられた。負傷者が迅速に世話され、栄誉が与えられ、帰郷後の面倒を見られることが知れ渡ると、大陸軍の中の士気も高揚し、戦闘能力を上げることにもなった。
情報通信
以下に述べる情報通信は、確かに少なからぬ基本的支援業務であった。ほとんどの命令は、それまでの数世紀と同様に馬に乗った伝令によって運ばれた。騎兵はその勇敢さと騎馬技術によってこの任務を課されることが多かった。短距離の戦術的な信号は視覚的には旗で、聴覚的にはドラムや軍隊ラッパ、トランペット、など楽器で伝えられた。これらの旗手や楽器奏者は象徴的、儀式的、また士気を上げる機能に加えて重要な情報通信の役割を果たした。

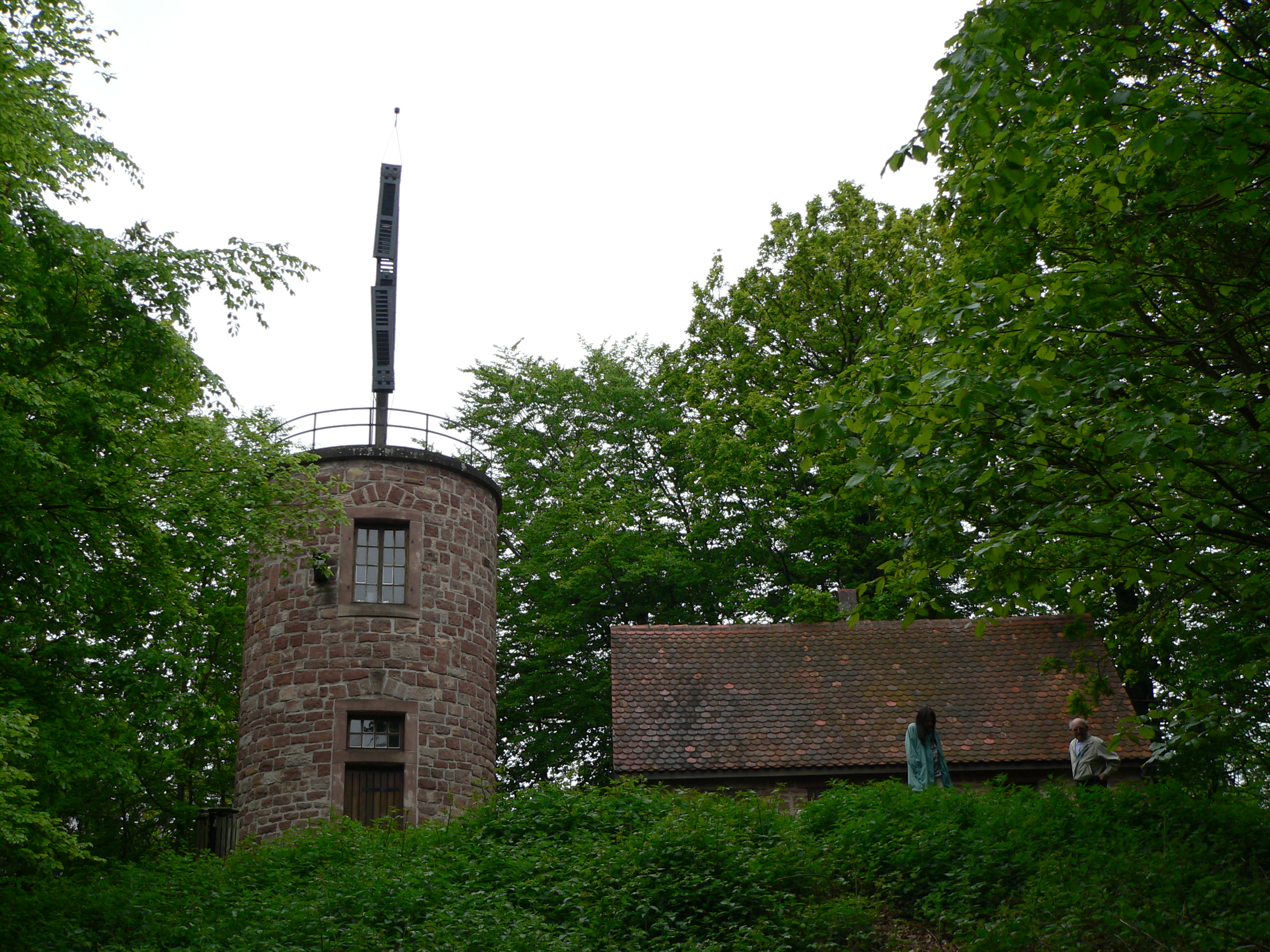
シャップの腕木通信塔

大陸軍はフランス革命の間には長距離の情報通信手段に革新的なものを得られなかった。フランス軍は大規模かつ組織的な形で伝書鳩を伝令に採用し、また観測用熱気球を偵察と通信に用いた最初の軍隊である。しかしクロード・シャップによって発明された巧妙な光学的テレグラフ信号装置（腕木通信）という形で長距離通信の本当の進歩が得られた。
シャップの装置は、互いに目視できる距離に置いた小さな塔の入り組んだネットワークであった。塔は9mの高さがあり、その最頂部に3本の大きな木製の稼動棒（腕木）が取り付けられた。この棒はレギュレター（regulateur）と呼ばれ、プーリーと梃子を使って訓練された操作員によって操作された。腕木の位置によって4つの意味があり、その組み合わせで196通りの信号になった。習熟した操作員がおり、悪くない視界が保たれておれば、パリ＝リール間193km（123マイル）にある15の塔を経由して、わずか9分間で1つの信号を送ることができ、36の信号から成る電文は約32分間で送れた。パリからベニスの間でも、電文をわずか6時間で送ることができた。
シャップの腕木通信はナポレオンのお気に入りのひとつになり、最も重要な秘密兵器となった。特別の携帯版腕木通信装置を彼の作戦本部とともに移動させた。これを使ってナポレオンは長距離でも敵よりもはるかに短い時間で兵站と軍隊の戦略的調整を図ることができた。1812年には、荷車に載せた装置による通信の研究が始められたが、戦争そのものには間に合わなかった。

## 外国人部隊

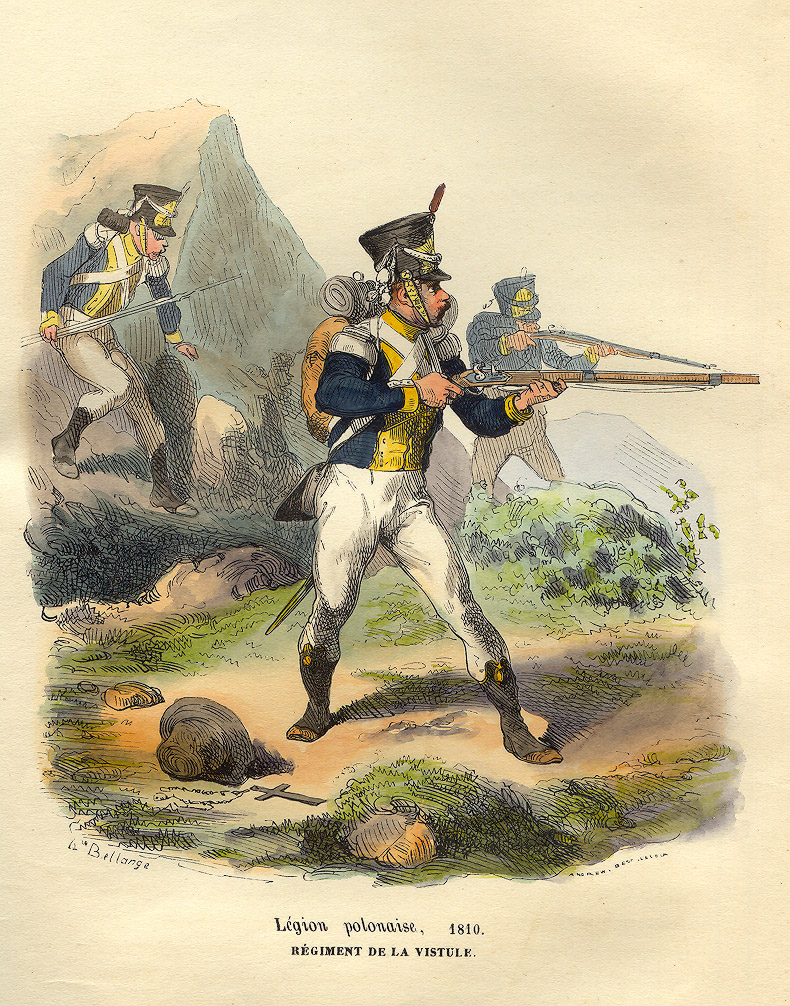
ポーランド兵

多くのヨーロッパ諸国が外国人部隊を採用したが、ナポレオンのフランスも例外ではなかった。ナポレオン戦争中の大陸軍で、外国人部隊は重要な役目を果たし、特徴ある戦い方をした。ほとんどすべてのヨーロッパ諸国はさまざまな段階で大陸軍の一部となった。戦争末期には、数万名の兵士が従軍した。
1805年には、ライン同盟の35,000名の部隊が情報通信線と本隊の側面を守るために使われた。
1806年、27,000名が追加され同じ用途に使われた。さらに20､000名のサクソン人部隊はプロイセンに対する掃討作戦に使われた。
1806年から1807年にかけての冬季方面作戦では、ドイツ、ポーランド、およびスペインが大陸軍の左翼を担い、バルト海に面したシュトラールズントとダンツィヒの港の占領を助けた。
1807年のフリートラントの戦いでは、ランヌ元帥の軍団はかなりの数がポーランド、ザクセン、オランダの兵で占められた。このときは外人部隊が初めて戦闘における主要な役割を演じ、目だった働きをした。
1809年のオーストリア方面作戦では、大陸軍のおよそ3分の1がライン同盟の兵士だった。　またイタリア方面軍の4分の1はイタリア人だった。
1812年大陸軍の頂点を迎えた時、ロシアに侵攻した部隊の半分以上はフランス人以外でありオーストリアやプロシアを含み20か国に上った。

## 大陸軍の階級
封建制度や他の君主政治の時の軍隊とは異なり、大陸軍の昇進制度は社会的な階級や富よりも能力に重点をおいて成された。ナポレオンは彼の軍隊が実力社会であることを欲し、どの兵士でもその生まれによらず、成した業績によって（もちろん、彼らがあまりに高く、あるいはあまりに急速に昇進していなければ）指揮官の最上級まで急速に上り詰めることができた。概してこの目的は達せられた。
その能力を発揮できる場を与えられれば、能力のある者は数年間で頂点まで辿り着けた。他の軍隊であれば数十年掛かったであろう。身分の低い兵士ですら彼の軍嚢に元帥杖を持てるといわれた。下の表は現在の米陸軍と対照した階級のリストである。またギャラリーには頂点まで登った人物を示す。なお、当時のフランス軍では1788年に准将(仏:Brigadier des armées du roi)が廃止されたため、将官は少将と中将の二階級のみである。
| 大陸軍の階級 | 現代の米陸軍で相当する階級                             |
| 名誉称号 | 名誉称号                                               |
| --- | ------------------------------------------------------ |
| 帝国元帥 (Maréchal ｄ’Empire) | 元帥 (General of the Army)                             |
| 大将(Colonel-Général) | 兵科指揮官の意味であるため、該当無し                   |
| 将官 |                                                        |
| 中将 *上将(Général en chef 軍団長の就任期間における中将に対する大将格の地位と待遇である。1812年に廃止されるも王政復古時に再制定された。*(Général de division) (Lieutenant-Général (1814年に旧体制時の階級を再導入。)) | 少将 *中将(Lieutenant general)*(Major general)         |
| 少将 (Général de brigade) (Maréchal de camp(陣地総監(＝少将)の意。1814年に旧体制時の階級を再導入。)) | 准将 (Brigadier general)                               |
| 佐官 |                                                        |
| 将軍副官 (Adjudant-commandant) | 大佐 (Staff Colonel)                                   |
| 大佐 (Colonel) | 大佐 (Colonel)                                         |
| 二等大佐 (Colonel en second) | 中佐 (Senior lieutenant colonel)                       |
| 中佐 (Major) | 中佐 (Lieutenant Colonel)                              |
| 二等中佐 (Major en second) | 少佐 (Senior Major)                                    |
| 少佐 (Chef de bataillon または Chef d'escadron) | 少佐 (Major)                                           |
| 尉官 |                                                        |
| 副官勤務大尉 (Capitaine adjudant-major) | 大尉 (Staff Captain)                                   |
| 大尉 (Capitaine) | 大尉 (Captain)                                         |
| 中尉 (Lieutenant) | 中尉 (First Lieutenant)                                |
| 少尉 (Sous-lieutenant) | 少尉 (Second Lieutenant)                               |
| 下士官兵 |                                                        |
| 准尉 (Adjudant) | 准尉 (Chief Warrant Officer)                           |
| 准尉 (Adjudant sous-oficier) | 准尉 (Warrant Officer)                                 |
| 曹長 (Sergent-major または Maréchal-des-logis-major) | 曹長 (Sergeant-Major)                                  |
| 軍曹 (Sergent または Maréchal des logis) | 軍曹 (Sergeant)                                        |
| 給養係伍長 (Caporal-Fourrier または Brigadier-Fourrier) | 中隊書記／補給係軍曹 (Company clerk / supply Sergeant) |
| 伍長 (Caporal または Brigadier) | 伍長 (Corporal)                                        |
| 兵士 (Soldat) または騎兵 (Cavalier、英：Cavalry) または砲兵 (Canonnier、英：Artillery) | 一等兵 (Private)                                       |

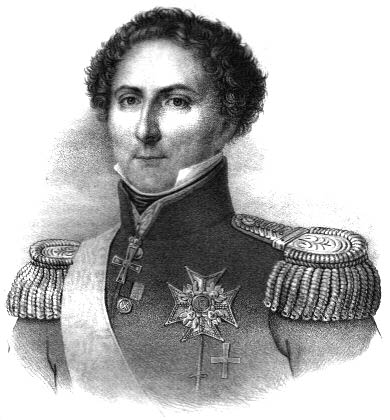
ジャン＝バティスト・ベルナドット
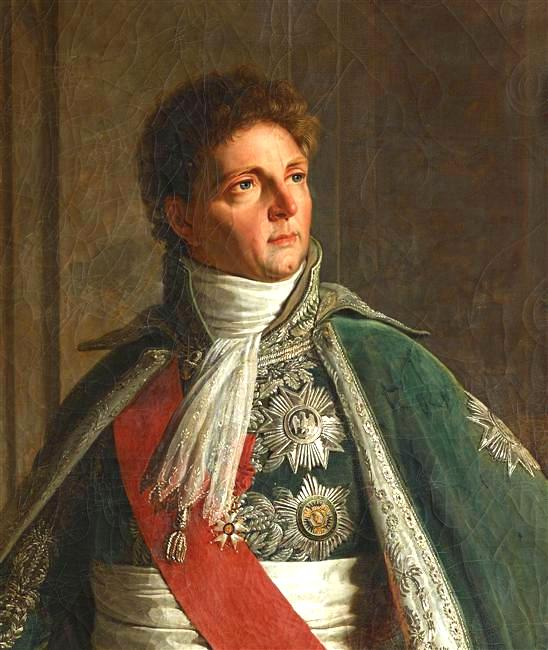
ルイ＝アレクサンドル・ベルティエ
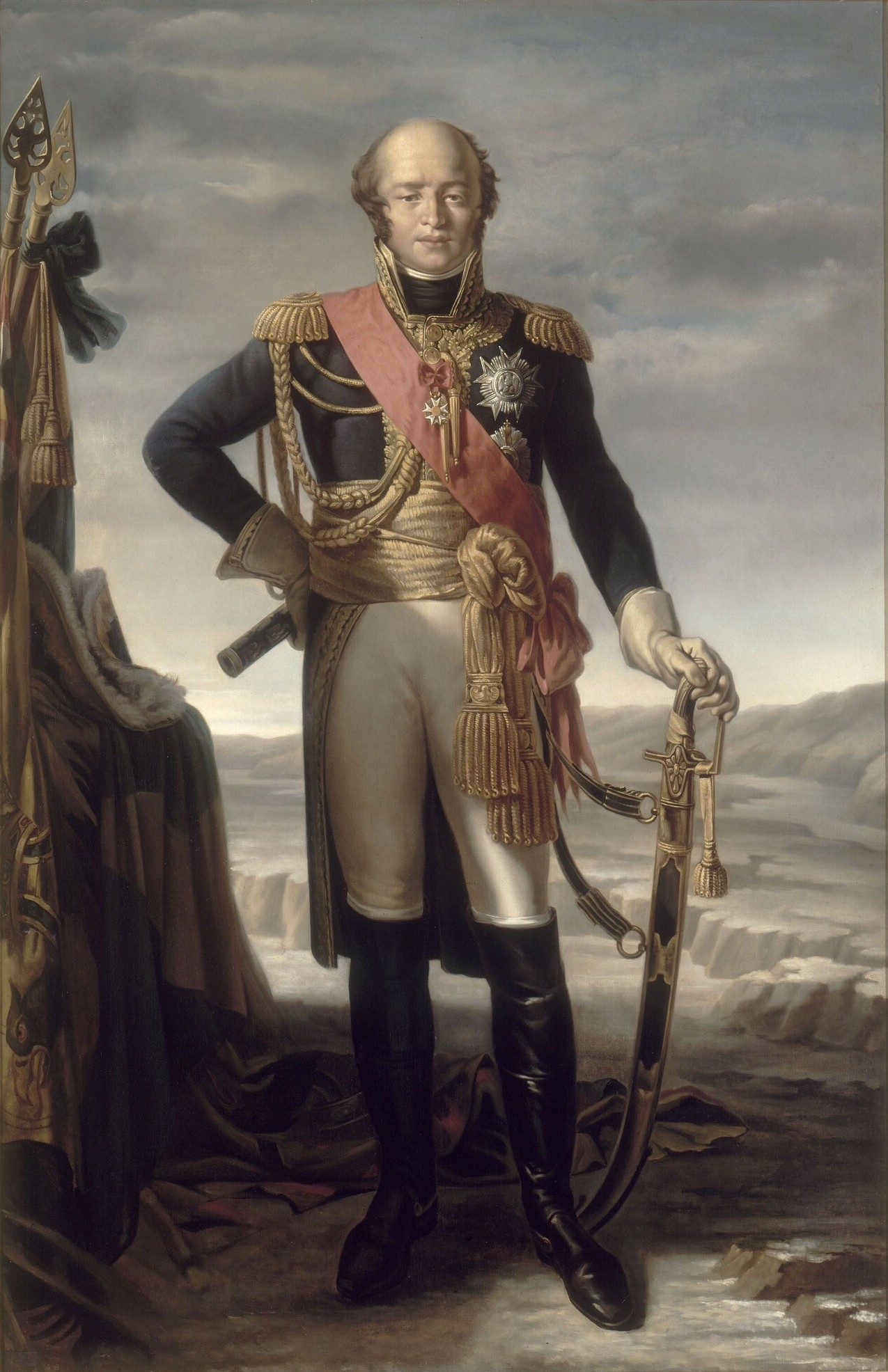
ルイ＝ニコラ・ダヴー
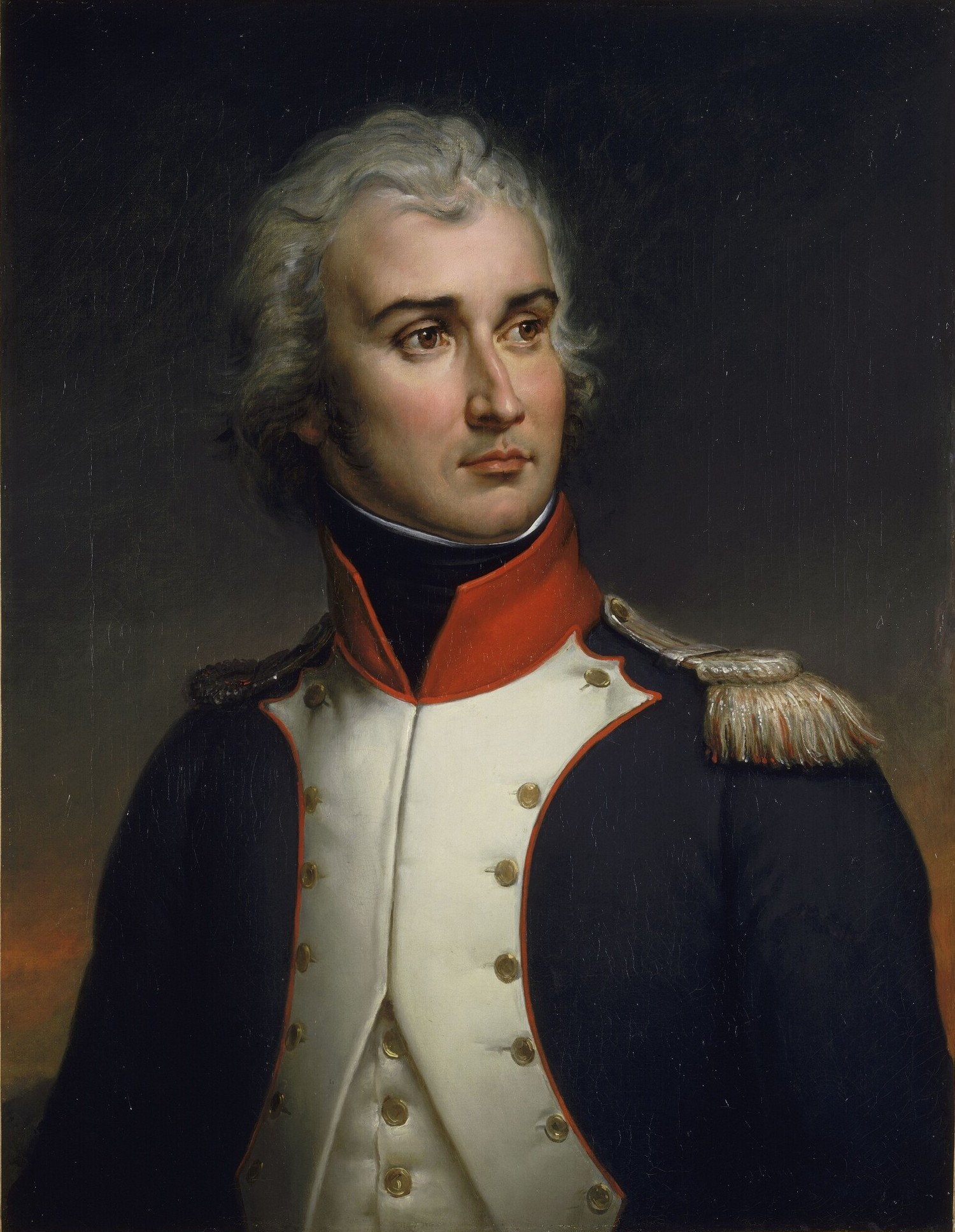
ジャン・ランヌ
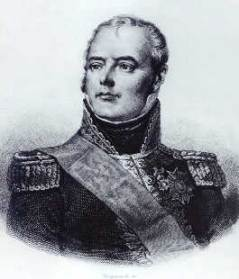
ジャック・マクドナル
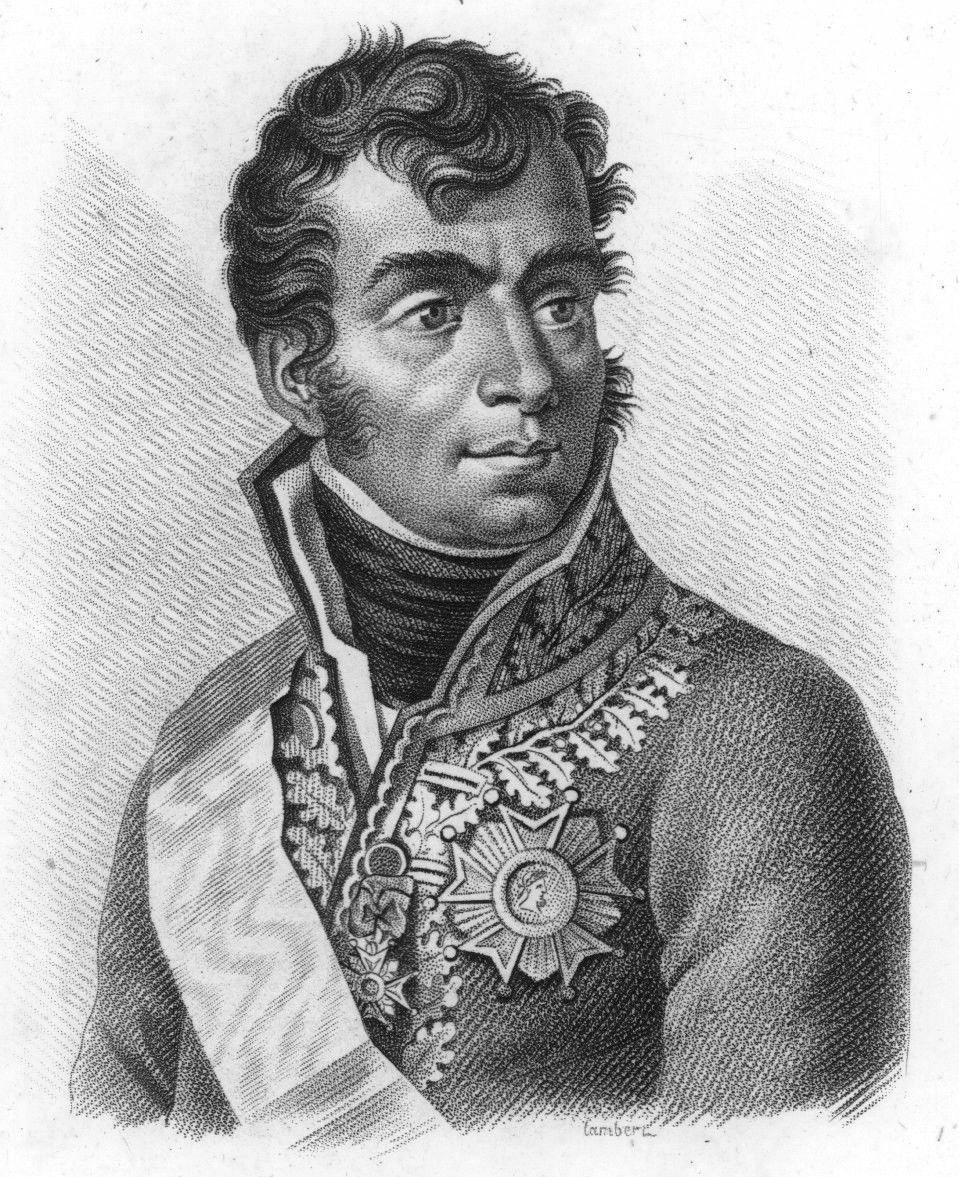
オーギュスト・マルモン
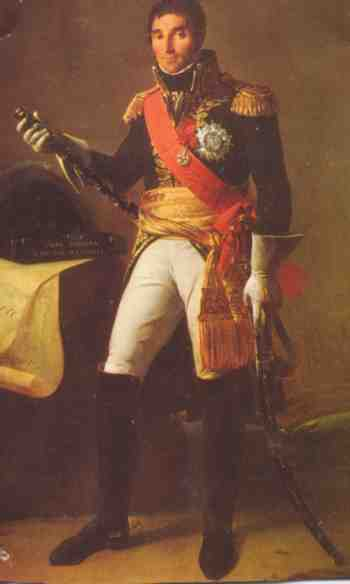
アンドレ・マッセナ
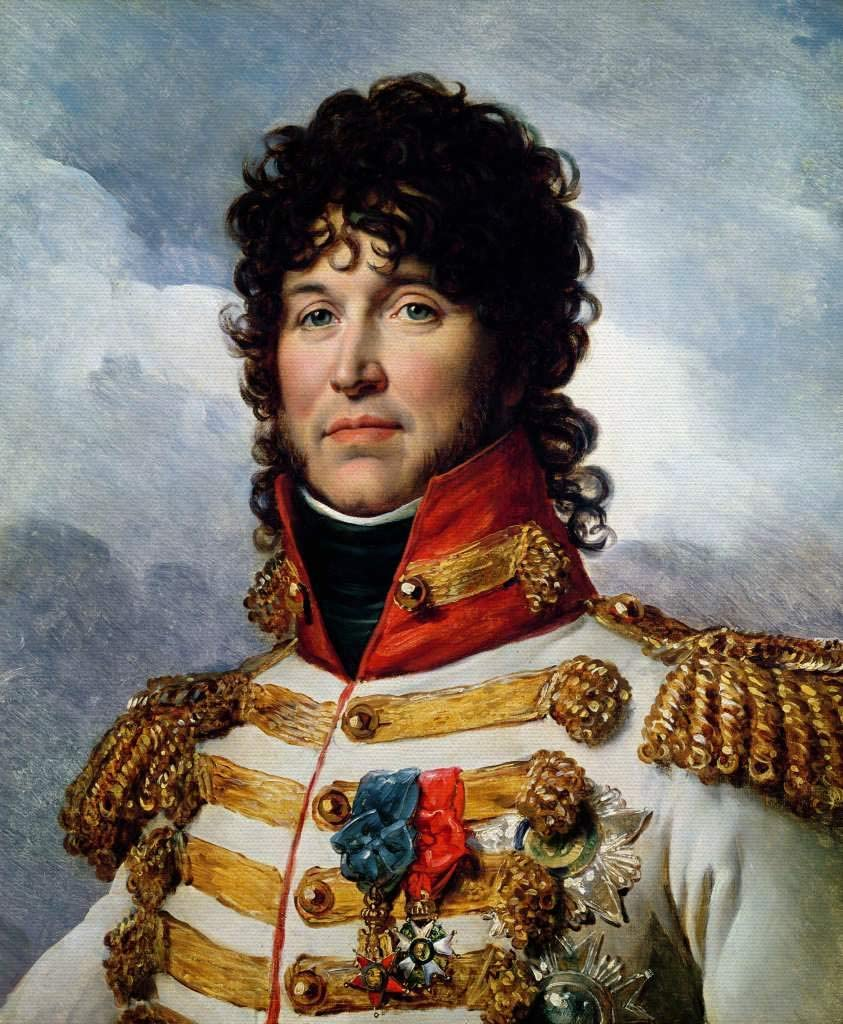
ジョアシャン・ミュラ
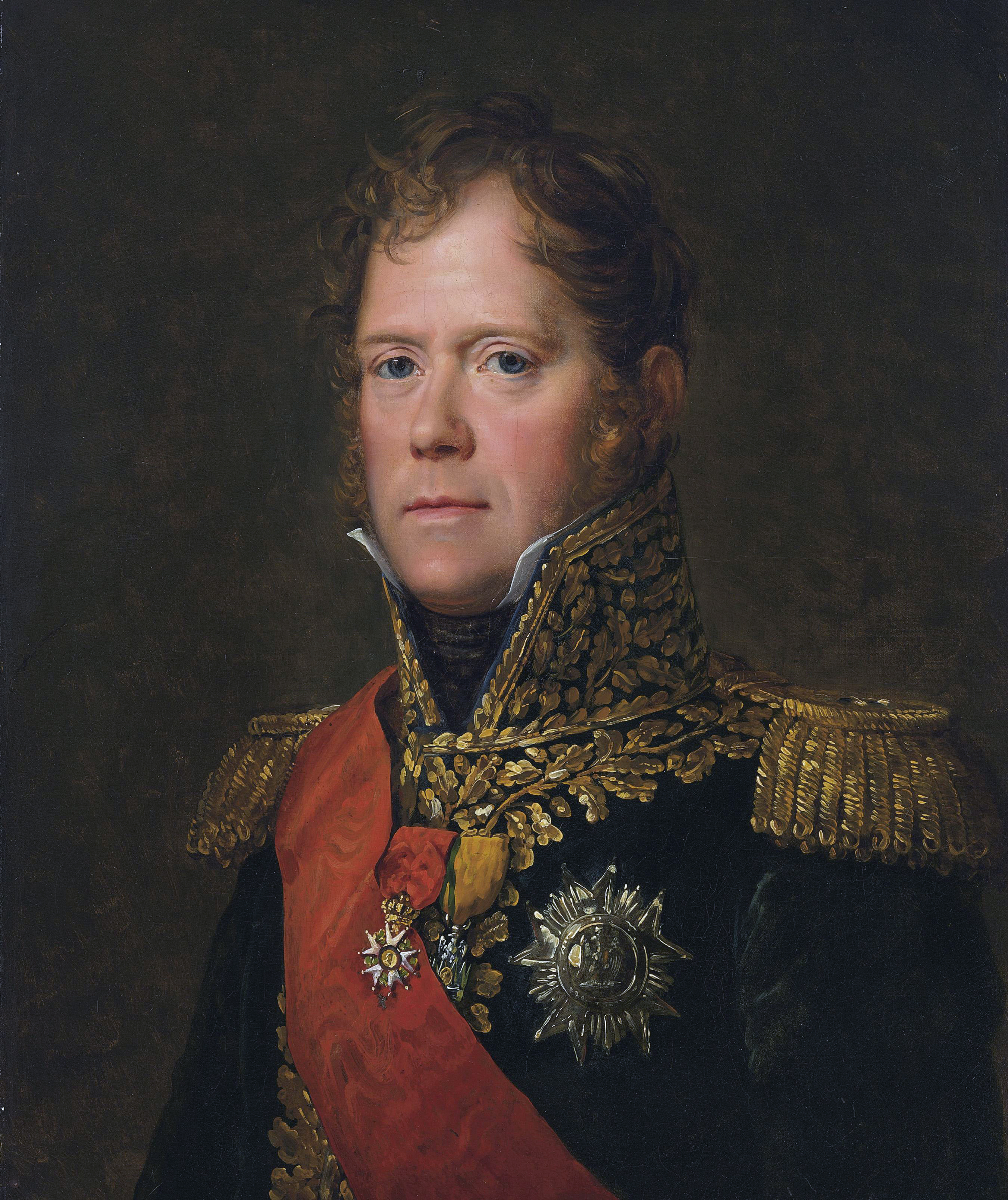
ミシェル・ネイ
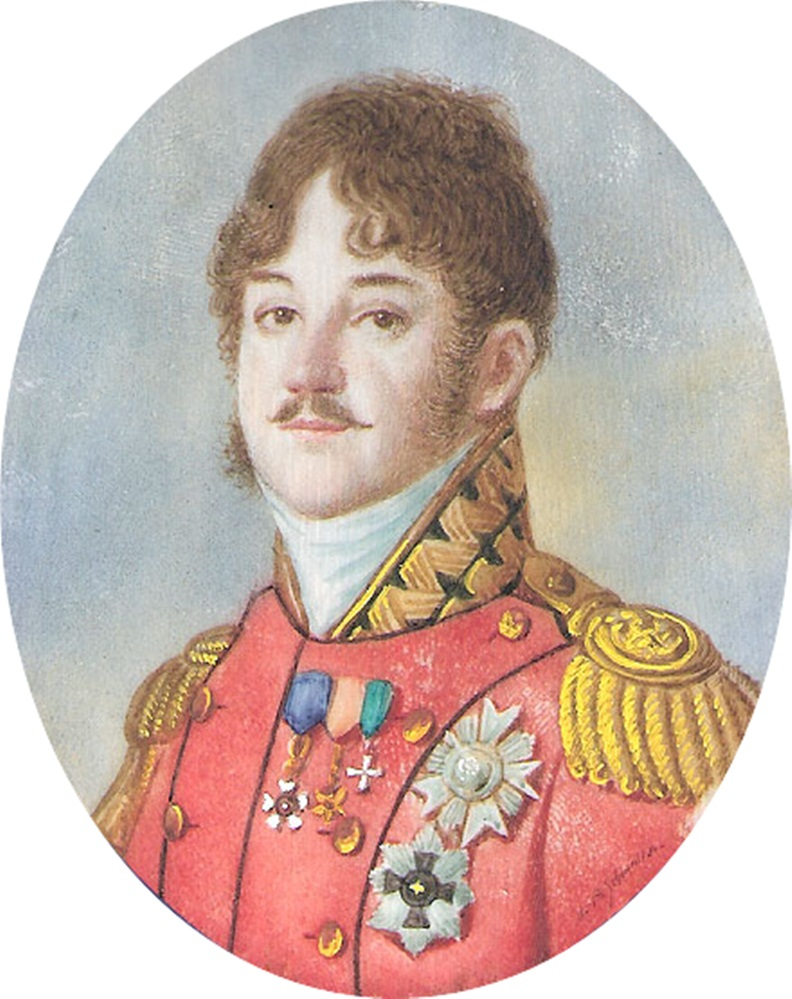
ユーゼフ・ポニャトフスキ
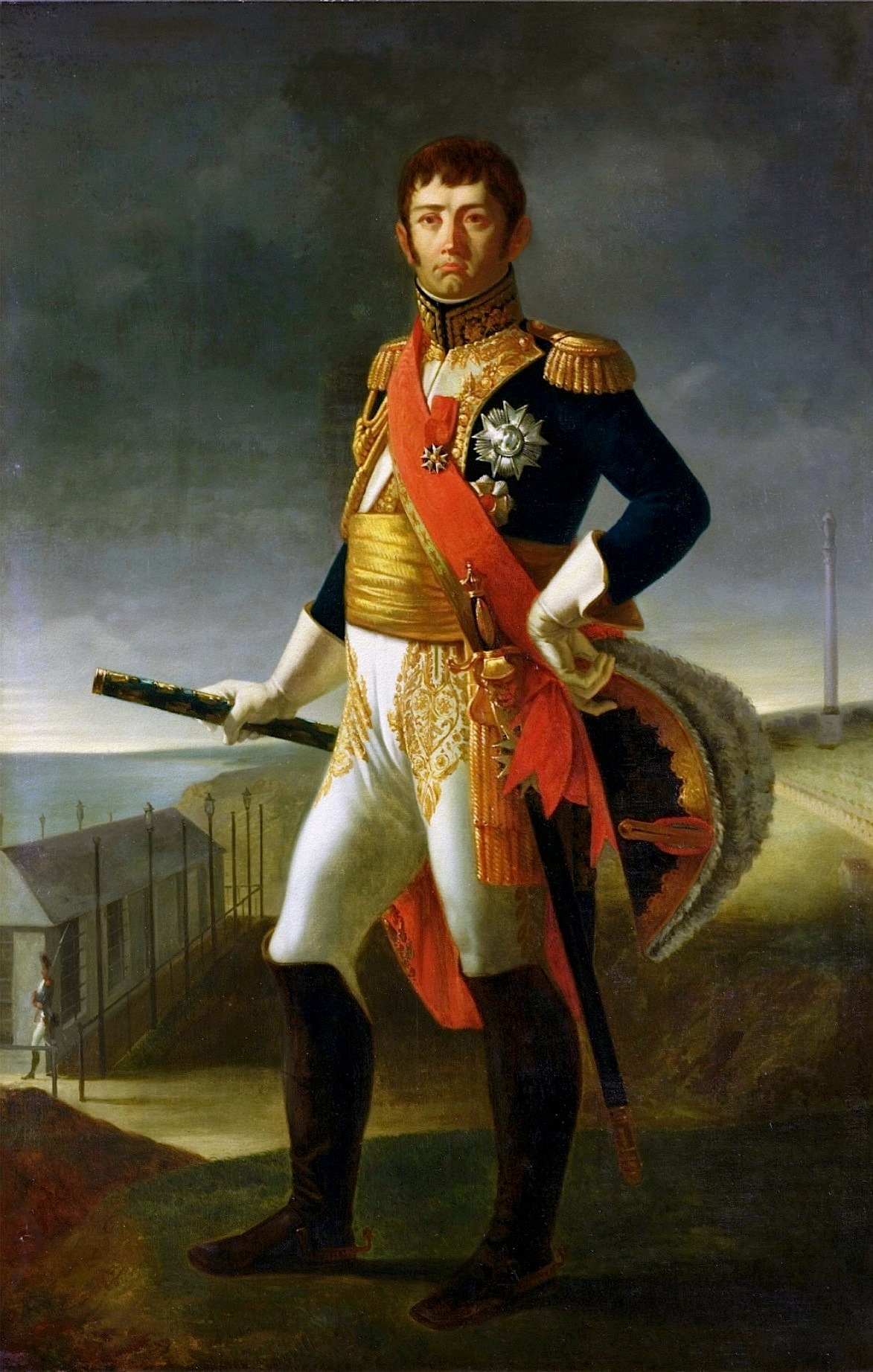
ニコラ＝ジャン・ド・デュ・スールト
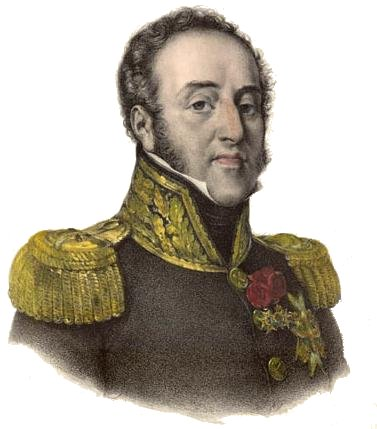
ルイ＝ガブリエル・スーシェ

## 陣形および戦術
ナポレオンは優れた戦略家として知られており戦場に立つとカリスマ的であったが、戦術の発明家でもあった。彼は何千年もの間使われてきた古典的な陣形と戦術を組み合わせ、さらにフリードリヒ大王の斜角陣形（ロイテンの戦いで使われた）や、革命の初期に国民皆兵（Levee en masse）軍隊で使われた群衆戦術といったより新しいものを取り入れた。
ナポレオンの戦術は高度に流動的で柔軟性があった。対照的に敵の軍隊の多くは固定的な戦列（Linear）戦術や陣形に執着していた。戦列戦術とは歩兵の集団が単純に戦列をなし一斉射撃を交わすもので、戦場の敵軍に打撃を与えるか、側面から包囲するものであった。戦列陣形は側面からの攻撃に弱いものであるので、敵の側面を衝くように部隊を操作するのが高等戦術と考えられていた。これが成功するとしばしば敵は撤退するか降伏した。その結果、このやり方に固執する指揮官は側面を安全にすることに重点を置き、強い中衛や後衛部隊を回すことがあった。ナポレオンが度々やったことは、この戦列の考え方を逆手にとることであり、側面攻撃をする振りをしたり、あるいは敵に自軍の側面が餌であるように見せて（アウステルリッツの戦いや後のリュッツェンの戦いで実践された）、自軍の主力を敵の中央に進めさせ、戦列に割って入り追い詰めてしまった。
ナポレオンは常に彼の近衛隊からなる強力部隊を温存しておき、戦況がうまくいっているときは止めを打つために、うまくいっていない時は流れを変えるために投入した。
より有名で広く使われ、効果的かつ興味ある陣形や戦術を下記に示す。
横隊（Ligne）
基本的な3階層の横隊を組んだ陣形。歩兵や騎兵が一斉射撃を行ったり、正面攻撃を行うときに適していたが、動きが比較的鈍く、側面からの攻撃に弱かった。
行軍縦隊（Colonne de Marche）
軍隊の急な動きや持続する移動、および正面攻撃には最善の隊形であったが、集中できる火力が少なく、側面攻撃や待ち伏せ、砲撃および突入には弱かった。
V字形隊形（Colonne de Charge）
鏃（やじり）あるいは槍の穂先の形をした騎兵の陣形。急速に接近したり敵の戦列を破るために考案された。歴史的にもよく使われ効果のあった陣形であり、今日でも戦車隊が使っている。しかし突進が止められた時やタイミングを失った時にその側面への反撃に弱い。
攻撃縦隊（Colonne d'Attaque）
歩兵の広い縦隊であり、戦列と縦隊の組み合わせであった。軽装歩兵の散兵線で敵を混乱させたり、縦列での前進を排斥するために用いられた。縦隊が接近すると散兵が側面を防御し、縦隊が一斉射撃と銃剣による攻撃を行った。通常の薄い戦列陣形には効果的な陣形であった。攻撃縦隊はフランス革命初期のフランス軍が使った「群衆」あるいは「大群」戦術から発展した。その欠点は火力の集中度が劣り、大砲の攻撃に弱いことだった。
混成陣形（Ordre Mixte）
ナポレオンの好んだ歩兵隊形である。複数の部隊（多くは連隊か大隊）が戦列陣に配置され、その背後や間に縦列攻撃部隊を配するものだった。これは戦列の火力と速度を組み合わせ、縦列攻撃部隊の行う混戦や散兵戦に利点をもたらした。多少の欠点もあったが、この戦術を成功させるためには、砲兵や騎兵の支援が特に重要だった。
散兵（Ordre Ouvert）
歩兵や騎兵が部隊毎にあるいは個兵毎に散開する戦術。この戦術は軽装の部隊や散兵部隊には効果的だった。この戦術では丘や森のある荒れた地形では特に移動速度が速く、散開しているので敵の攻撃に対しても防御面で有効だった。その欠点は一斉射撃のような手段がなく、接近戦の場合は特に騎兵に弱かった。
方陣（Carre）
騎兵に対する歩兵の古典的防御陣形。兵士が中空の四角形を構成し、1辺は3層ないし4層とする。士官や砲兵、騎兵が中に入る。歩兵にとっては最も防御に適した陣形であり、特に丘の頂上や下り坂に面している時、有効だった。
この陣形では動きが緩慢になり、固定された目標とされることがあった。その密度を濃くすると大砲の攻撃に弱く、それほどまでではないにしても歩兵の銃撃にも弱かった。この陣形がいったん壊れると完敗に終わる傾向があった。
空飛ぶ砲兵大隊（Batterie Volante）
フランス砲兵の移動性能と訓練を生かした隊形。一つの大隊が戦場のある地点に移動し、短時間で鋭い砲撃を行い、続いてまた荷車に積んで別の地点に移動し、攻撃を加え、といった操作を繰り返すものであった。
多くの大隊がこの攻撃を組み合わせ集積していくことで、敵の戦列に壊滅的な打撃を与えた。騎乗砲兵隊はこの戦術に特に適していた。ナポレオンは初期の方面作戦でこの戦術を使い、大きな成果を得た。この戦術の柔軟性で、攻撃を加えたい目標に素早く攻撃を集中できた。この戦術は特別の訓練を必要とし、また砲兵と馬が整然と行動できるように密接な指揮と連携を必要とした。
大砲兵大隊（Grande Batterie）
もう一つの砲兵戦術であり、空飛ぶ砲兵大隊が使えない時に用いられた。
大砲を単一の急所となる地点（多くは敵の中央）に集中するものである。敵が恐怖に捕らわれたり、陣形が崩れると大きな損害を与えられた。ただし、敵の情報が不足したままで単一の地点に多くの砲火を合わせることには細心の注意を払わなければならなかった。いったん砲門を開き目標が明確になると、照準を合わせ直すことで上記のことを回避できた。この戦術は敵の大砲からの反撃に弱く、騎兵の攻撃に対する防御も必要だった。これがフランス砲兵の最も良く知られた戦術であったが、ナポレオンは空飛ぶ砲兵大隊の方を好み、この戦術を使う必要のある時、あるいは使った方が成功の機会が増えると思われた時のみに、この戦術を使った。戦闘の開始時点で、ナポレオンは多くの砲兵大隊をさらに大きな大砲兵大隊にして、集中砲火を浴びせ、その後にそれを解いて空飛ぶ砲兵大隊に変えた。
初期の方面作戦ではあまり使われなかったが、大陸軍の馬の数や砲兵の質が落ちてくると、この戦術を使う機会を増やさざるを得なかった。
イノシシの頭（Tete du Sanglier）
複合した陣形であり、混成陣形に似ているところもあるが、三軍（歩兵、騎兵、砲兵）がV字形のような方形に組むもので、集中攻撃や防御の場面で使われた。歩兵が最前線で短く何層にも厚く隊形を組み、これをイノシシの鼻とした。その後ろに2組の砲兵隊を置き、イノシシの目とした。側面と最後尾は斜角陣で縦列、横列、方形陣の歩兵がイノシシの顔を作った。さらに側面と後ろを守るのが2組の騎兵隊であり、イノシシの牙の役目を果たした。
高度に複雑な陣形であり、容易にまた急速に組めるものではなかった。いったん組まれると、牙を除いて、動きは緩慢であった。しかし、伝統的な方形陣よりも動きが速く、砲兵や歩兵の攻撃に対しても防御が堅かった。牙は強い攻撃能力も持っていた。
後の1830年代と1840年代に行われた北アフリカ制圧ではこの戦術が効果的に用いられ、1920年代まで使われていた。

## 戦歴

### 1804年 - 1806年

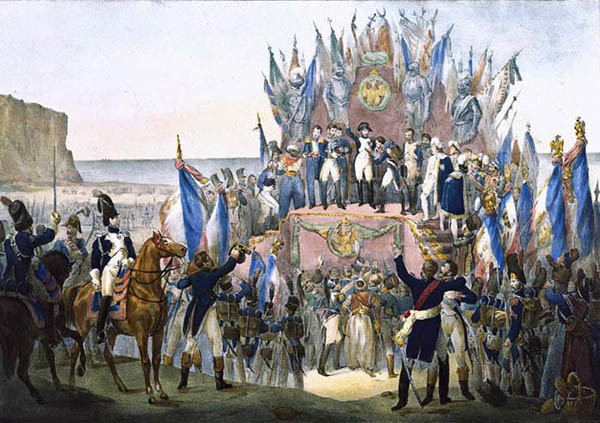
レジオンドヌール勲章を渡すナポレオン

大陸軍は当初、大西洋岸軍（L'Armee des cotes de l'Ocean）として組まれた。イギリスへの侵攻を目ざし、1803年にブローニュの港に集結した。しかし1804年のナポレオンのフランス皇帝戴冠式に対して第三次対仏大同盟が結成され、1805年にナポレオンはロシアとオーストリアがフランスを侵略する準備をしていることを知ると急遽その視線を東に向けた。彼は大陸軍にすぐさまライン川を渡り南ドイツに入ることを命じた。大陸軍は8月遅くにブローニュを出発し、急速に行軍してウルムの要塞でカール・マック将軍の孤立したオーストリア軍を包囲した。そこでおこなわれたウルム戦役では、フランス軍の損害2,000名に対し、60,000名のオーストリア兵士が捕虜となった。11月にはウィーンが占領されたが、オーストリアは抵抗を止めず、野戦での軍隊を維持していた。また同盟国のロシアはまだ戦闘に加わっていなかった。1805年12月2日、アウステルリッツの戦いで数的には劣勢であった大陸軍がアレクサンドル1世の率いるロシア=オーストリア連合軍を打ち破った。この見事な勝利によって、12月26日のプレスブルクの和約が結ばれ、翌年、神聖ローマ帝国は解体された。
中部ヨーロッパにおけるフランスの勢力の増大は、前年の戦争で中立の立場を取ったプロイセンを不安にさせた。政治的な駆け引きの後に、プロイセンはロシアに軍事的な援助をすることを約束し、1806年の第四次対仏大同盟が結成された。大陸軍はプロイセン領に侵入したが、このとき取った陣形が方陣である。この時軍団同士が互いに支援し合う距離を保って行軍し、時には前衛にも、後衛にも、また側面を守る部隊にもなり、1806年10月14日、イェナの戦いとアウエルシュタットの戦いでプロイセン軍を徹底的に叩き潰した。伝説にも残る追撃戦でプロイセン軍捕虜140,000名を掴まえ、死傷者は25,00名に上った。ルイ＝ニコラ・ダヴー将軍の第三軍団がアウエルシュタットの戦勲でベルリンに最初に入場する栄誉に浴した。しかしフランス軍は再び同盟軍が到着する前に敵を叩いたので、敵はその後も抵抗を続け、平和は訪れなかった。

### 1807年 - 1809年
ナポレオンはポーランドにその視線を向けた。そこでは残存するプロイセン軍が友邦ロシアと手を結んでいた。難しい冬季の方面作戦が展開されたが手詰まりとなり、1807年2月7日から8日にかけてのアイラウの戦いでは事態が悪化した。この時のロシアとフランスの損害は大きく、得るものはほとんど無かった。この方面作戦は春に再開され、ベニグセンのロシア部隊は6月14日のフリートラントの戦いで完敗した。ロシアもついに屈服し、7月にフランスとロシアの間でティルジット条約が結ばれ、大陸にはナポレオンの敵が居なくなった。
ポルトガルが大陸封鎖令に組み込まれることを拒否し、フランスは1807年遅くに懲罰的な遠征を行った。この作戦が後に6年間続く半島戦争の始まりとなり、フランス第一帝政の資源と人を浪費させることになった。フランスは1808年にスペインを占領しようとしたが、一連の悲惨な戦いによって後年ナポレオンが自ら介入せざるを得なくなった。125,000名の強力な大陸軍が容赦なく侵攻し、ブルゴスの要塞を占領し、ソモシエラの戦いでマドリッドへの道が開け、スペイン軍を撤退させた。続いてイギリスのムーア軍に鉾先を向け、1809年1月16日のコルナの戦いで英雄的な勝利をつかみ、イギリス軍をイベリア半島から追い出した。この方面作戦は成功であったが、南スペインの占領までまだ暫しの時間を要した。
一方で、東方ではオーストリアが息を吹き返して反攻の準備をしていた。オーストリア皇帝フランツ1世の宮廷におけるタカ派の人間が、フランスがスペインに関わっている間に機会を掴まえようと王を説得した。1809年4月、オーストリアは公式の宣戦布告なしに方面作戦を開始し、フランスを驚かせた。しかし、オーストリア軍の歩みが鈍くあまり進まないうちにナポレオンがパリから到着し、事態が沈静化された。オーストリア軍はエックミュールの戦いに敗れ、ドナウ川を越えて逃亡し、ラティスボンの要塞を失った。しかしオーストリア軍はまだ粘り強く軍隊を維持していたので、新たな方面作戦が必要となった。フランス軍は進軍を続けウィーンを占領し、オーストリアの首都の南西にあるローバウ島を経てドナウ川を渡ろうとした。しかし、続くアスペルン・エスリンクの戦いに敗れた。これは大陸軍の初めての敗北であった。しかし7月に再度ドナウ渡河を試み、2日間にわたるヴァグラムの戦いで勝利を得てオーストリア軍に40,000名の損害を与えた。オーストリアはこの敗北で意気消沈し、その後すぐに停戦に同意した。この結果大陸軍は第五次対仏大同盟を終わらせ、10月にシェーンブルンの和約が結ばれた。オーストリア帝国は領土割譲の結果3百万人の領民を失い、ようやくナポレオンに屈服した。

### 1810年 - 1812年
スペインを除いてヨーロッパでは一時的な平和が続いた。しかし、ロシアとの外交的な緊張関係が高まり、1812年の戦争につながった。ナポレオンはこの脅威に対処するために、これまでにない最大規模の軍隊を結成した。新しい大陸軍はそれまでと変わっていて、士官の半分以上はフランスと同盟する衛星諸国と地方から徴兵した非フランス人で占められた。ポーランドとオーストリアの部隊を除いてすべての部隊はフランスの将軍の指揮下に入った。
巨大な多国籍軍は1812年6月23日にネマン川を越え東方に進軍し、ロシアはその前に後退していった。ナポレオンは迅速に行軍すればロシアの2つの主力部隊、ミハイル・バルクライ・ド・トーリ軍とピョートル・バグラチオン軍の間に割って入れることを期待していた。しかしロシア軍が3回以上もナポレオンの鉾先を避ける事態になり、大陸軍には苛立ちが溜まっていった。スモレンスクを占領し、モスクワを守るための最後の防衛戦として9月7日にボロジノの戦いが行われた。その結果は、大陸軍が勝ったものの犠牲が多く引き合わない勝利だった。ボロジノの戦いでの勝利の7日後の9月14日、ナポレオンと大陸軍の大部分はついにモスクワに到着した。だが、そこはすでにもぬけの殻で炎上する町があるだけだった。兵士達は消火活動の一方で放火犯狩りをやり、モスクワの守りも強いられた。しかも、これまでのロシア軍との死闘と病気（主にチフス）で夏の間にすでに兵士の半分を失っていたうえに、ロシアの焦土作戦によって大陸軍が確保できる食糧は無かった。フランス皇帝が無為にロシア皇帝に和平の探りを入れている間、ナポレオンと大陸軍はモスクワで1ヶ月以上を無駄に過ごした。この試みが失敗に終わると、10月19日、遂に西方への退却を開始した。退却は侵攻以上に悲惨を極め、寒さと飢えと病気に悩まされ、集まってくるコサックやロシア軍に繰り返し襲撃された。ミシェル・ネイが殿軍を引き受けロシア軍との間の分離を図ったが、大陸軍は事実上壊滅し、およそ400,000名が死に、ベレジナ川に到着したのはわずか数万名のやつれきった兵士達だった。それでもベレジナの戦いの結果とジャン＝バティスト・エブレの技師達によるベレジナ川に橋を架ける必死の作業で、ナポレオン軍の残兵が救われた。ナポレオンは新しい軍を起こすことと政治的な用向きを果たすために兵を残してパリに帰った。
軍を起こした時の690,000名の兵士のうち、93,000名のみが生還した。この大遠征は、今まで大陸軍が積み上げてきた数々の勝利を突き崩すに十分たる大敗北という結果に終わった。

### 1813年 - 1815年
ロシアにおける壊滅的損害はドイツやオーストリアの反仏感情を高めることになった。第六次対仏大同盟が結成され、ドイツが次の方面作戦の中心となった。培われた才能によってナポレオンはすぐさま新しい軍隊を立ち上げ戦端を開き、リュッツェンの戦いとバウツェンの戦いで連勝した。しかしロシア遠征のためにフランス軍の騎兵の質が落ちていたこと、また部下の将軍の計算違いにより、これらの勝利は決定的に戦争を終わらせるだけのものにならず、休戦になっただけだった。ナポレオンはこの休戦期間を利用して彼の軍隊の質と量を高めようとしたが、オーストリアが同盟に参加したとき、彼の戦略的立場は苦しいものになった。8月に再び戦争が始まり、2日間のドレスデンの戦いでフランスは意味のある勝利を収めた。しかし、ナポレオンとの直接対決を避け、彼の部下に矛先を向けるという同盟側のトラチェンブルク計画の採用により、フランスはカッツバッハの戦い、クルムの戦い、グロスベーレンの戦い、デネヴィッツの戦いと負け続けた。
同盟軍は数を増し、フランス軍をライプツィヒで包囲した。有名な3日間の諸国民の戦いが行われ、橋が時期尚早に壊されたために、エルスター川の対岸に30,000名のフランス兵を置き去りにするというナポレオンにとって大きな損失を被った。しかしこの作戦は、ハナウの戦いでフランス軍の撤退を阻止しようとして孤立したバイエルン軍をフランス軍が破ったとき、勝利の意味合いで終りを告げた。
「大帝国はもはやない。守らねばならないのはフランス自体だ。」とナポレオンは1813年の暮れに議会に向かって語った。ナポレオンはなんとか新しい軍隊を結成したが、戦略的には事実上希望のない位置にまで来ていた。同盟軍はピレネー山脈から、北イタリア平原を横切り、さらにフランスの東部国境を越えて侵略してきた。この作戦はナポレオンがラ・ロシエールの戦いで敗北を喫したときに始まったが、彼は以前の精神をすぐに取り戻した。1814年の六日間の戦役で30,000名のフランス軍がゲプハルト・レベレヒト・フォン・ブリュッヘルの散会した軍団に20,000名の損害を与えた。この時のフランス軍の被害は2,000名であった。フランス軍は南に向かい、カール・フィリップ・ツー・シュヴァルツェンベルクをモントローの戦いで破った。しかし、これらの勝利は事態を改善するまでには至らず、ラン(Laon)の戦いとアルシス＝シュル＝アウベの戦いでのフランス軍の敗北が士気を落としてしまった。3月の末、パリの戦いで同盟軍に破れた。ナポレオンは戦い続けることを望んだが、彼の部下達はそれを拒み、1814年4月4日、皇帝に退位を迫り認めさせた。
1815年2月エルバ島から帰還するとナポレオンは、彼の帝国を守るための新たな活動に忙殺された。1812年以来初めて来るべき戦いで彼が指揮を執る北部軍（L'Armee du Nord）は職業軍人の集団であり能力が高かった。ナポレオンはロシアやオーストリアが来る前に、ベルギーにいるウェリントンやブリュッヘルの同盟軍に会し打ち破ることを試みた。1815年6月15日に始まった作戦は当初は成功だった。6月16日にはリニーの戦いでプロイセン軍を破った。しかし、慣れない部下の作業やまずい指揮により全作戦を通じてフランス軍に多くの問題を引き起こした。エマニュエル・ド・グルーシーが対プロイセン戦で遅れて進軍したことで、リニーで敗れたブリュッヘルの部隊が回復し、ワーテルローの戦いでウェリントンの援軍に駆けつけることを許した。この戦いはナポレオンと彼の愛した軍隊にとって最後で決定的な敗北となった。